# الخط الزمني للحرب الفلسطينية الإسرائيلية (نوفمبر 2024)
تسردُ هذه المقالة المحدثة الخطّ الزمني والأحداث للحرب الإسرائيلية الفلسطينية في شهر نوفمبر من عام 2024.
والمقالة مقسّمة ومرتبة زمنيًا، وتضمّ فقرات أحداث كل يومٍ من أيام الشهر مع روابط لمقالات أخرى مفصلة، لا تقتصر الأحداث على الحرب الدائرة في قطاع غزّة بل تشملُ ما يجري في جبهات أخرى قريبة أو محيطة من الدول المشاركة بشكل مباشر أو غير مباشر في القضية الفلسطينية.

## 1 نوفمبر
- أعلنت وزارة الصحة في غزة عن استشهاد 55 فلسطينياً على الأقل وجرح 186 آخرون في غارات و3 مجازر إسرائيلية خلال الساعات الأربع والعشرين الماضية في حرب الإبادة الجماعية مما يرفع حصيلة الشهداء الفلسطينيين في غزة إلى 43259.[1]
- أعلنت المقاومة الإسلامية في العراق تنفيذ 6 عمليات، استهدفت 3 مرات هدفاً حيوياً في جنوب إسرائيل بالطيران المُسيّر، ومهاجمة هدفين حيويين في الجولان السوري المحتل بالطيران المسيّر، ومهاجمة هدف حيوي في وسط إسرائيل بالطيران المسيّر.[2] وقالت إسرائيل أنه تم إطلاق طائرتين مسيرتين من الشرق باتجاه إسرائيل.[3]
- استشهد ثلاثة فلسطينيين بينهم طفل على الأقل وأصيب آخرون في قصف لقوات الاحتلال الإسرائيلي منزلًا يعود لعائلة شحادة مخيم النصيرات وسط غزة، وصلوا إلى مستشفى العودة بالمخيم،[4] فيما استشهاد ثلاثة مواطنين وصلوا أشلاء لمستشفى ناصر الطبي عقب استهداف قوات الاحتلال لمركبتين على الطريق الساحلي غربي بلدة القرارة في خان يونس.[5]
- استشهد 3 أشخاص بينهم سيدة وعدد من الإصابات إثر قصف جوي إسرائيلي في محيط سوق "فراس" الشعبي وسط مدينة غزة.[6]
- استهدف جيش الاحتلال الإسرائيلي منطقة الفاخورة بمخيّم جباليا شمالي قطاع غزة، واستشهد 5 أشخاص وجرح آخرون إثر قصف الاحتلال مجموعة مدنيين في منطقة مشروع بيت لاهيا، وذكر مسؤولون في مستشفى الأقصى أن غارات استهدفت دراجة نارية في الزوايدة ومنزل في دير البلح أسفرت عن استشهاد 4 أشخاص آخرين.[7]
- أعلن الجيش الإسرائيلي مقتل نقيب في لواء جفعاتي متأثراـ بجروح أصيب فيها في جنوب قطاع غزة في شهر سبتمبر/أيلول الماضي.[8][9]
- أعلن حزب الله اللبناني استهداف تجمّعاً لقوّات الاحتلال الإسرائيلي في حي المسلخ جنوبي بلدة الخيام بصلية صاروخية كبيرة وقصف مستوطنة كريات شمونة ومستوطنة كرمئيل ومستوطنة معالوت ترشيحا بصليات صاروخية.[10][11]
- ووقعت إصابات بعد رصد جيش الاحتلال الإسرائيلي لـ 30 صاروخًا أطلقها حزب الله على الجليل.[12]
- استشهد المصور الصحفي الفلسطيني في قناة "القدس اليوم" بلال رجب جرّاء استهداف طائرات الاحتلال الإسرائيلي مجموعة من المواطنين في محيط سوق فراس الشعبي واقع غرب ميدان فلسطين وسط مدينة غزة، ما يرفع عدد الصحفيين الفلسطينيين الذين استشهدوا منذ بدء حرب الإبادة الإسرائيلية على قطاع غزة في 7 أكتوبر/تشرين الأول 2023 إلى 183.[13]
- استشهد عشرة فلسطينيين على الأقل وأصيب عدد آخر بجروح في قصف للاحتلال الإسرائيلي استهدف بوابة مدرسة تؤوي آلاف النازحين في مخيم النصيرات وسط قطاع غزة.[14][15]
- أضرم مستوطنون إسرائيليون النيران في أراضي سهل رامين المزروعة بالزيتون شرق طولكرم، ولاحقوا المزارعين ومركباتهك وأجبروهم على مغادرة أراضيهم.[16]
- هاجم مستعمرون مسلحون، من مستوطنة "بات عاين" عددًا من منازل المواطنين في منطقة دير النيل في بلدة صوريف شمال غرب الخليل وأضرموا النيران صوبها.[17]
- نفذت قوات الاحتلال الإسرائيلي اقتحامات في بلدات ومواقع بالضفة الغربية، حيث دهمت عدة أحياء في مدينة نابلس واشتبكت مع مقومين فلسطينيين في نابلس وطولكرم واستهدف مقاومون بالرصاص آليات الاحتلال المنسحبة من الجبل الشمالي باتجاه وسط مدينة نابلس، وفي قلقيلية شمالي الضفة، اعتقلت قوات الاحتلال مواطن بعد دهم منزله، واقتحمت مركبات عسكرية المدينة من مدخلها الشرقي، واعتلى جنود الاحتلال عدة عمارات نشرت قناصة على أسطحها قبل تنفيذ حملة اقتحامات ومداهمات لمنازل وبنايات سكنية وأطلقت الرصاص الحي باتجاه فلسطينيين في مخيم العروب شمال الخليل.[18]
- أعلنت كتائب القسام عن تنفيذ عملية مركبة بتاريخ 28 أكتوبر/تشرين الأول 2024 باستهداف ناقلة جند اسرائيلية من طراز “اشزاريت” ومنزل تحصن به جنود إسرائيليين في جباليا شمال قطاع غزة، وأوضحت "أنه وفي عملية مركبة تمكن مقاتلوها من استهداف ناقلة جند اسرائيلية بقذيفة «الياسين 105» واستهداف منزل تحصن بداخله 12 جندياً بقذيفة «TBG» وإيقاعهم بين قتيل وجريح في منطقة القصاصيب في جباليا، وخلال هروب 3 من الجنود نحو دبابة «ميركفاه» تم استهدافها بعبوة شديدة الانفجار، وبثت الكتائب في وقت سابق اليوم مشاهد من استهداف مقاتليها ناقلة جند إسرائيلية شرق مخيم جباليا شمالي القطاع.[19]
- أدت غارات إسرائيلية على قرى بلدات في بعلبك - الهرمل في لبنان إلى استشهاد 10 شهداء وإصابة 26 آخرين، واستشهد شخصان وجرح 4 آخرين في غارة على بلدة طاريا في البقاع الشمالي.[20][21]
- وزعم جيش الاحتلال الإسرائيلي أنه قتل المسؤول الكبير في حماس عز الدين كساب في غارة جوية على خان يونس، مدعيًا إنه كان أحد آخر الأعضاء رفيعي المستوى في حماس المسؤولين عن التنسيق مع الجماعات الأخرى في غزة.[22][23][24]
- اعتقلت الشرطة الإسرائيلية عدداً من المشتبه بهم بتهمة تسريب معلومات استخباراتية سرية من مكتب رئيس الوزراء تحتوي على معلومات حساسة عن حرب غزة.[25]

## 2 نوفمبر
- وأفادت وزارة الصحة في غزة عن استشهاد 55 فلسطينياً على الأقل وجرح 192 آخرون في غارات و7 مجازر إسرائيلية خلال الساعات الأربع والعشرين الماضية في حرب الإبادة الجماعية مما يرفع حصيلة الشهداء الفلسطينيين في غزة إلى 43,314.[26]
- أعلنت المقاومة الإسلامية في العراق مهاجمة هدفاً حيوياً في شمال إسرائيل بالطيران المسيّر،[27] ثم أعلنت تنفيذ عمليات هاجمت فيها أهداف إسرائيلية حيوية في أم الرشراش "إيلات" بعدد من الطائرات المسيّرة.[28][29]
- استشهد 3 فلسطينيين وأصيب آخرون في قصف إسرائيلي استهدف حي الصفطاوي شمال غرب مدينة غزة،[30] فيما استشهد 5 فلسطينيين وجرح آخرين جراء قصف قوات الاحتلال الإسرائيلي منزلًا لعائلة "العصار" في مخيم النصيرات وسط قطاع غزة.[31]
- استشهد 10 فلسطينيين وجرح آخرين جراء قصف إسرائيلي استهدف منطقة تل الذهب في بيت لاهيا شمالي قطاع غزة، وأصيب عدد من الفلسطينيين في إطلاق نار من مسيرة إسرائيلية عند مدرسة حليمة السعدية بجباليا النزلة شمال القطاع.[32]
- أعلن حزب الله اللبناني استهداف قاعدة «غليلوت» التابعة لوحدة الاستخبارات العسكرية 8200 في ضواحي تل أبيب بصلية صاروخية نوعية واستهداف مستوطنات شاعل ودلتون ويسود هامعلاه بصليات صاروخية واستهداف مستوطنتي «بار يوحاي» (الصفصاف) وبيريرا شمال مدينة صفد بصلية صاروخية وقصف «الكريوت» شمالي مدينة حيفا بصلية صاروخية.[33]
- أعلن حزب الله شنّ هجوماً جوياً بسرب من مسيّرات انقضاضية على قاعدة بلماخيم الجوية جنوبي تل أبيب واستهداف قاعدة "زوفولون" للصناعات العسكرية شمالي مدينة حيفا بصلية صاروخية وشنّ هجوماً جوياً بسربٍ من مسيّرات انقضاضيّة على قاعدة ومطار "رامات ديفيد" الجوية واستهداف تجمعاً لقوّات الجيش الإسرائيلي شرقيّ بلدة مارون الراس بصلية صاروخية واستهداف تجمعاً آخر في مستوطنة المالكية بصلية صاروخية وقال أنه استهدف الفوج اللوجستي الإقليمي في قاعدة "مسكاف" وشركة "ألتا" للصناعات العسكريّة شمالي شرقي مدينة حيفا بصليات صاروخيّة.[34]
- أعلنت كتائب القسام أن مقاتليها أوقعوا أفراد قوة إسرائيلية راجلة بين قتيل وجريح في تفجير منزل مفخخ بغرب معسكر جباليا وأنها استهدفت جرافتين عسكريتين بقذيفتي الياسين 105 غربي معسكر جباليا، بينما أفادت وسائل إعلام إسرائيلية بوقوع "حدث أمني" في قطاع غزة مشيرة لمقتل جندي.[35] ونشرت مشاهد من استهداف مقاتليها عدداً من آليات عسكرية إسرائيلية وقالت إن مقاتليها استهدفوا جرافتين عسكريتين من نوع (D9) بقذيفتي ياسين 105، وأن العملية جرت غرب مخيم جباليا، فيما نشرت سرايا القدس مقطعاً لعملية قنص جندي إسرائيلي في شمالي قطاع غزة.[36][37]
- أصيب قائد القيادة الشمالية أوري غوردين بجروح طفيفة لجانب عدد من الجنود الإسرائيليين بعد انقلاب مركبتهم أثناء دورية في جنوب لبنان.[38]
- نعت سرايا القدس اثنين من مقاتليها استشهدا إثر غارة إسرائيلية استهدفتهما في مخيم نور شمس بمدينة طولكرم.[39]
- أصيب 11 شخصا في هجوم صاروخي شنه حزب الله على مبنى في الطيرة.[40]
- أدت صواريخ أطلقت من لبنان إلى إصابة 19 شخصا على الأقل في مستوطنة هود هشارون.[41]
- اقتحمت قوات الاحتلال الإسرائيلي مخيم بلاطة في مدينة نابلس بالضفة الغربية واندلعت اشتباكات مسلحة داخل المخيم واعتقلت قوات الاحتلال فلسطيني قبل انسحابها من المخيم وداهم الجيش الإسرائيلي بلدة تل جنوب غربي نابلس، واعتقل شاب بعد مداهمة منزله وشنت قوات الاحتلال مداهمات عدة في بلدة إذنا غربي الخليل واقتحمت عدة منازل في حيي الذخرة والقرنة، وقالت كتائب سرايا القدس – كتيبة جنين بأنها اشتبكت مع قوات الاحتلال في محور العين الشرقية بجبع.[42]
- أعلن الجيش الاسرائيلي مقتل جنديان إسرائيليان من كتيبة شاكيد التابعة للواء جفعاتي في "انفجار عبوة ناسفة أثناء تفتيش مبنى" في شمال غزة، مما رفع حصيلة قتلاه المعلن في غزة إلى 370.[43][44]
- أعلنت سرايا القدس "قصف مستوطنات سديروت ومفلاسيم ومنطقة غلاف غزة برشقات صاروخية"،[45] وذكرت وسائل إعلام إسرائيلية وجيش الاحتلال أن "صافرات الإنذار دوت في سديروت ومنطقة غلاف غزة عقب سقوط بصاروخين.[46]

## 3 نوفمبر
- أعلنت وزارة الصحة في غزة بإستشهاد 27 فلسطينياً على الأقل وجرح 86 في غارات و4 مجازر إسرائيلية خلال الساعات الأربع والعشرين الماضية في حرب الإبادة الجماعية ما يرفع حصيلة الشهداء الفلسطينيين في غزة إلى 43,341.[47]
- أعلنت المقاومة الإسلامية في العراق ضرب "هدفين حيويين" في غور الأردن المحتل في عمليتين منفصلتين بالطيران المسيّر، واستهداف "هدفاً حيوياً" آخر في الجولان السوري المحتل بالطيران المسيّر.[48]
- انطلقت طائرة مسيرة من "الشرق" باتجاه مرتفعات الجولان.[49]
- استشهد مواطنان[ا] وأصيب آخرين بقصف إسرائيلي استهدف مدينة رفح جنوبي قطاع غزة.[50]
- واستشهد ثلاثة مواطنين على الأقل وأصيب اربعة آخرين بعد استهداف منزل لعائلة «النجار» في حي دوران الجرن في جباليا شمالي قطاع غزة، وقصف جيش الاحتلال منزل المواطن عبد جميل ورش أغا في شارع المنشية في مدينة بيت لاهيا ما أدى لسقوط شهداء.[ب][51]
- واستشهد وأصيب عدد من المواطنين جراء غارة جوية إسرائيلية استهدفت منزلًا لعائلة "أبو العوف" في منطقة تل الهوى جنوب غربي مدينة غزة.[51]
- أعلن حزب الله اللبناني استهداف مستوطنة كتسرين بصلية صاروخية وتجمعاً لقوّات الاحتلال في مستوطنة شامير بصلية صاروخية كبيرة واستهداف تجمعان لقوّات الاحتلال الإسرائيلي في مستوطنة شلومي بصليات صاروخية وتجمعاً لقوّات إسرائيلية في مستوطنة "كدمات تسفي" بصليةٍ صاروخية وتجمّعاً آخر في مستوطنة روش هانيكرا بصلية صاروخية، واستهداف تجمعين لقوّات جيش الاحتلال في مستوطنة متسوفا ومستوطنة برعام بصليات صاروخية واستهداف 3 تجمعات لقوّات الاحتلال الإسرائيلي مستوطنة إيفن مناح ومستوطنة شوميرا واستهداف تجمع لقّوات إسرائيلية في مستوطنة "زرعيت" بصليات صاروخية.[52]
- واسشهد 8 فلسطينيين بينهم 4 أطفال وحرح العشرات في قصف من مسيرات إسرائيلية استهدف تجمعا لفلسطينيين في منطقة الشيخ ناصر شرقي مدينة خان يونس، فيما استشهدت امرأة وطفلاها وأصيب آخرون في قصف إسرائيلي على منزل في جباليا البلد شمال القطاع.[53]
- واستشهدت امرأة وطفليها جراء قصف مسيرة إسرائيلية منطقة خربة العدس شمال لمدينة رفح، واستشهد فلسطيني وأصيب آخرون في قصف إسرائيلي شمال شرقي المدينة.[54]
- أعلن جيش الاحتلال الإسرائيلي مقتل جندي آخر في انفجار قنبلة يدوية فجر اليوم السابق بمعارك شمال قطاع غزة.[55]
- اعتقلت قوات الاحتلال الإسرائيلي 16 مواطناً بينهم طفل من الضفة الغربية.[56]
- وشنت قوات الاحتلال الإسرائيلي حملة دهم واسعة لمناطق عدة في الضفة الغربية، حيث اقتحمت مخيم عسكر القديم في نابلس ونفذت عمليات دهم وتخريب في منازل مواطنين واعتقلت عددًا من المواطنين عرف منهم 5 أشخاص، ودهمت منازل لشبان اعتقلتهم قبل أيام من المخيم واقتحمت قوات الاحتلال بلدة برقة شمال غرب نابلس، ومنطقة اسكان الموظفين شرق المدينة، وانسحبت قوات الاحتلال من بلدة تقوع جنوب شرق بيت لحم، بعد اقتحام عدد من المنازل وإلقاء قنابل صوتية وغازية لإرهاب المواطنين، وشهدت مواجهات عنيفة مع قوات الاحتلال وإلقاء حجارة وزجاجات حارقة صوب آليات عسكرية إسرائيلية، وجددت القوات اقتحام المدينة قلقيلية واقتحمت مخيم الفوار جنوب مدينة الخليل واعتقلت شاب واقتحمت القوات بلدة كفر نعمة غرب مدينة رام الله وقرية النبي صالح شمال غربي المدينة واعتقلت طفل واقتحمت مخيم قلنديا شمال القدس، وبلدة جبع جنوبي مدينة جنين واقتحمت قوات الاحتلال بلدة عاطوف شرقي بلدة طمون قضاء طوباس.[57]
- استشهد الطفل الفلسطيني "ناجي نضال البابا (14 عاماً) إثر إطلاق قوات الاحتلال الإسرائيلي النار عليه خلال تواجده في منطقة الراموز قرب المدخل الشمالي لبلدة حلحول شمال الخليل.[58][59][60]
- قال جهاز الدفاع المدني الفلسطيني في قطاع غزة أن أكثر 100 ألف فلسطيني في شمال قطاع غزة الذي يشهد إبادة وتطهيرا عرقيا إسرائيليا منذ 30 يوما، "يعانون انعدام الطعام والماء والدواء وبحاجة ماسة لمقومات الحياة وتتعرض منازلهم ومراكز الإيواء للقصف على رؤوسهم" وأن "الجيش الإسرائيلي يواصل على مدار الساعة عمليات قصف المنازل المأهولة بالسكان".[61]
- أعلنت كتائب القسام استهداف موقعاً عسكرياً للاحتلال الإسرائيلي في محور نتساريم بطائرة «زواري» المسيرة، وفي عملية مشتركة مع ألوية الناصر صلاح الدين، قصف محور نتساريم بصاروخين من نوع 107،[58][62] فيما نشرت كتائب شهداء الأقصى مشاهد من "دكَّ آليات جيش الاحتلال المتوغلة" شمال مخيم النصيرات بقذائف الهاون وصواريخ قصيرة المدى، وأعلنت كتائب شهداء الأقصى إسقاطها طائرة إسرائيلية من نوع درون خلال تنفيذها مهام إستخبارية في أجواء قاطع شرق غزة، ونشرت سرايا القدس مشاهد توثق "سيطرة مقاتليها على طائرات من دون طيار يستخدمها الاحتلال الإسرائيلي لتنفيذ مهمات استخبارية في سماء مدينة غزة.[63]
- وزعم الجيش الإسرائيلي أنه قتل اثنين من أبرز نشطاء حزب الله من بلدة الخيام، وأضاف أن قواته من الفرقة 91 وسلاح الجو الإسرائيلي قتل فاروق أمين علاشي قائد في حزب الله زعم انه مسؤول عن تنفيذ العديد من خطط إطلاق الصواريخ المضادة للدبابات والمضادة للدبابات اتجاه المستوطنات في منطقة الجليل وخاصة المطلة، ويوسف أحمد نون، قائد فصيلة في قوة رضوان في الخيام، زعم انه أطلق نيران مضادة للدبابات استهدفت المستوطنات والقوات الإسرائيلية في الجليل وقال أنه قتل رأفت إبراهيم محمود عكاظ في غزة في حركة الجهاد الإسلامي زاعمًا أنه عمل مساعداً لرئيس نخبة لواء خان يونس وداهم نير عوز في 7 أكتوبر.[64]
- انتشال الصليب الأحمر اللبناني وقوات اليونيفيل 5 شهداء بينهم طفلان[ج] من مبنى استهدفت قوات الاحتلال الإسرائيلي في منطقة وطى الخيام في بلدة الوزاني في لبنان، فيما لا يزال هناك 15 شهيداً لبنانياً وشهيد سوري الجنسية تحت الأنقاض.[65][66]
- أدت غارة إسرائيلية على بلدة الغازية في قضاء صيدا بلبنان إلى استشهاد شخص، فيما شنّ طيران الاحتلال الإسرائيلي غارة جوية استهدفت بلدة البيسارية في قضاء صيدا أدت لاستشهاد 3 أشخاص وعدد من الجرحى غارة إسرائيلية أخرى على حارة صيدا أدّت لاستشهاد ثلاثة أشخاص وإصابة تسعة آخرين بجروح.[67]
- قتل رجل متأثراً بجراحه التي أصيب بها في هجوم صاروخي في مستوطنة نهاريا في 23 أكتوبر.[68]
- زعم جيش الاحتلال الإسرائيلي أنه قتلت 900 مسلح منذ بدء معركة جباليا الثانية واعتقل 700 فلسطيني من بينهم 300 على الأقل زعم أنهم أعضاء في جماعات مسلحة، وقال أنه حدد موقع ودمرت مصنعًا كبيرًا لتصنيع الأسلحة تحت الأرض تابعًا لحماس في محيط حي الزيتون بمدينة غزة.[69]

## 4 نوفمبر
- أعلنت وزارة الصحة في غزة عن استشهاد 33 فلسطينياً على الأقل في غارات و3 مجازر إسرائيلية خلال الساعات الأربع والعشرين الماضية في حرب الإبادة الجماعية مما يرفع حصيلة الشهداء الفلسطينيين في غزة إلى 43,374.[70]
- أعلن حزب الله اللبناني استهداف قاعدة "ميرون" للمراقبة الجوية بصلية صاروخية كبيرة، بعدما استهدف وحدة المراقبة الجويّة في القاعدة بصلية صاروخيّة منتصف الليل، واستهداف مدينة صفد بصلية صاروخيّة كبيرة، واستهداف "الكريوت" شمالي مدينة حيفا بصلية صاروخية واستهداف مستوطنات نهاريا" و"أييليت هشاحر" و"شاعل" و"حتسور" و"دلتون" بصليات صاروخيّة.[71]
- استشعد 3 أشخاص في غارة للاحتلال الإسرائيلي على بلدة عربصاليم في قضاء النبطية جنوب لبنان، فيما استشهد 3 أشخاص آخرين وعدد من الجرحى جراء غارة إسرائيلية أخرى استهدفت بلدة تفاحتا في قضاء صيدا.[72][73]
- أدت غارة إسرائيلية على بلدة مشغرة التابعة لقضاء البقاع الغربي بمحافظة البقاع، شرق لبنان.[74][75]
- استشهد فلسطيني وأصيب آخر بجروح خطيرة جراء قصف إسرائيلي استهدف منزلًا لعائلة "قدوحة" في بلوك (C) بمخيم النصيرات وسط قطاع غزة، ونقلوا لمستشفى العودة، وقصفت طائرات حربية للاحتلال الإسرائيلي منزلًا آخر لعائلة النباهين في مخيم 2 بالنصيرات، ما أسفر عن إصابات وأضرار بالغة، فيما جرح آخرين في قصف مسيّرة إسرائيلية لمنزل بمنطقة قيزان رشوان جنوبي مدينة خانيونس جنوب القطاع.[76]
- استشهد عددا من الشهداء و6 جرحى إثر قصف استهدف منزلا لعائلة البطش بحي التفاح شرقي مدينة غزة، فيما استشهد عددا من الفلسطينيين وأصيب آخرون في قصف استهدف منزلا في مشروع بيت لاهيا.[77][78]
- أعلن مكتب الإعلام الحكومي في غزة أن "1800 فلسطيني استشهدوا وأصيب 4 آلاف آخرين جراء الهجوم والحصار الإسرائيلي المستمر منذ شهر على شمالي قطاع غزة.[79]
- قال المكتب الإعلامي الحكومي بغزة أن جيش الاحتلال "دمر كل المستشفيات وأخرجها عن الخدمة" في محافظة شمال قطاع غزة.[80]
- شنت قوات الاحتلال حملة اقتحامات َواعتقالات بالضفة الغربية شملت اعتقال 12 فلسطينيًا،[81] حيث اقتحمت قوة من جيش الاحتلال مدينة نابلس شمال الضفة، واعتقلت شاب بعد اقتحام منزله في حي المخفية، واقتحمت قوات الاحتلال بلدة بيت أمر شمال الخليل واعتقلت أسير محرر محمد واثنان آخرين، ودهمت منطقة "واد الريم" شرقي بلدة سعير بالخليل وصادرت مركبات، وداهمت قوات الاحتلال مخيم العروب شمالي الخليل، واعتقلت 3 أشخاص.[82]
- هاجم مستوطنون إسرائيليون قاطفي الزيتون في منطقة "أم نير" شرق بلدة يطا جنوب الخليل، واعتدوا عليهم تحت حماية جيش الاحتلال ومنعوهم من قطف ثمار الزيتون.[83]
- هاجم مستوطنون متطرفون مدينة البيرة وسط الضفة الغربية، وأضرموا النار وأحرقوا 6 مركبات المواطنين فلسطينيين.[84]
- وزعم الجيش الإسرائيلي أن طائرات سلاحه الجوي هاجمت وقتلت "أبو علي رضا" قائد حزب الله في برعشيت الذي زعم أنه مسؤول عن تخطيط وتنفيذ هجمات الصواريخ والصواريخ المضادة للدبابات على جنود إسرائيليين وقائد أنشطة مقاتلي حزب الله في المنطقة".[85]
- أعلن المقاومة الإسلامية في العراق أنها هاجمت "هدفاً حيوياً" في شمال فلسطين المحتلة مرتين بواسطة الطيران المسيّر.[86]
- أعلنت كتائب القسام استهداف قوة إسرائيلية راجلة تحصنت داخل أحد المنازل بقذائف «RPG» و«تاندوم» وإيقاع أفرادها بين قتيل وجريح، قرب مستشفى "اليمن السعيد" وسط مخيم جباليا شمالي قطاع غزة، ونشرت مشاهد توثق "استهداف 4 جنود إسرائيليين ودبابة ميركافا بعبوة شديدة الانفجار في حي القصاصيب في مخيم جباليا، شمالي القطاع.[87] وأعلنت سرايا القدس تفجير عبوة من نوع «ثاقب» - مزروعة مسبقاً - في آلية عسكرية إسرائيلية متوغلة قرب الإدارة المدنية شرق مخيم جباليا شمالي القطاع. ونشر الإعلام الحربي لها مشاهد من تجهيز وقصف مستوطنتي "سديروت" و"مفلاسيم" ومستوطنات غلاف غزة برشقة صاروخية، كما قالت كتائب الشهيد أبو علي مصطفى أنها وكتائب الأنصار قصفوا موقع قيادة وسيطرة تابع لقوات الاحتلال في محور نتساريم برشقة صاروخية من عيار "107" ملم.[88]
- أدت مجزرة بقصف قوات الاحتلال الإسرائيلي منزلًا لعائلة "الرضيع" يؤوي نازحين في بيت لاهيا شمالي قطاع غزة إلى استشهاد 20 فلسطينيًا.[89]

## 5 نوفمبر
- أعلنت وزارة الصحة في غزة عن استشهاد 17 فلسطينياً وجرح 86 على الأقل في غارات و3 مجازر إسرائيلية خلال الساعات الأربع والعشرين الماضية في حرب الإبادة الجماعية مما يرفع حصيلة الشهداء الفلسطينيين في غزة إلى 43,391.[90]
- أعلنت المقاومة الإسلامية في العراق مهاجمة «هدفاً حيوياً» في ميناء حيفا بالطيران المُسيّر، ثم أعلنت مهاجمة «هدفاً حيوياً» آخر في مدينة حيفا مرتين في عمليتين منفصلتين [91]
- اقتحمت قوات الاحتلال الإسرائيلي عدة بلدات وقرى في الضفة الغربية، حيث اقتحمت مخيم الفارعة جنوب طوباس، وقال سرايا القدس– كتيبة طوباس إن "مقاتليها خاضوا معارك ضارية مع قوات الاحتلال بمحيط المنزل المحاصر في طمون"، واقتحمت قوات الاحتلال بلدة قباطية في جنين معززة بجرافات و30 آلية عسكرية، وانتشرت قوات عسكرية إسرائيلية بشكل مكثف بعدد من قرى جنين وسط تحليق كثيف للمسيّرات واقتحمت القوات قريتي بورين ومادما جنوبي نابلس، وقامت بعمليات اقتحام وتفتيش لعدة منازل.[92]
- استشهد فلسطينيان بقصف الاحتلال بطائرة مسيرة إسرائيلية لمركبة في قرية مثلث الشهداء جنوب جنين.[93]
- استشهد 4 فلسطينيين وأصيب عدد آخر في قصف استهدف منزلا لعائلة "الشرفا" في شارع غزة القديم بحي التفاح بمدينة غزة.[94]
- حاصرت قوات الاحتلال، منزلا في بلدة طمون في طوباس وقصفته بقذائف “الأنيرجا” ما أدى لاستشهاد فلسطيني "أشلاء"[د] قبل انسحابها من القرية.[95]
- استشهد فلسطينيان وأُصيب آخرون إثر قصف الاحتلال الإسرائيلي لخيمة للنازحين الشرق من مخبز البنا بدير البلح، فيما استشهد 4 فلسطينيين[ه] وأُصيب آخرون جرّاء قصف طائرات الاحتلال المسيرة خيمة نازحين بمنطقة الزوايدة وسط القطاع.[97]
- استشهد 3 مواطنين وأصيب آخرون في قصف الاحتلال خيمة تؤوي نازحين في منطقة معن شرقي مدينة خانيونس.[97]
- أعلن الجيش الإسرائيلي أن جندياً من الكتيبة 932 في لواء ناحال أصيب بجروح خطيرة خلال قتال في جنوب لبنان في اليوم السابق.[98]
- أعلن حزب الله اللبناني استهداف تجمعاً لقوات جيش الاحتلال في ثكنة "دوفيف" وتجمعاً لقوات جيش الاحتلال عند الأطراف الجنوبية الغربية لبلدة مارون الراس بصليات صاروخية.[99]
- أعلنت المقاومة الإسلامية في العراق مهاجمتها هدفاً حيوياً وآخر عسكرياً في شمال إسرائيل بالطيران المسير، ومهاجمة هدفاً إسرائيلياً حيوياً في جنوب «إسرائيل» بالطيران المسير.[100]
- زعم الجيش الاسرائيلي أنه قتل اثنين من عناصر حزب الله يحملان جنسيتين آسيويتين تسللا إلى إسرائيل أثناء الصراع.[101]
- وأفادت وكالة الأنباء اللبنانية بأن مقاتلات وطائرات إسرائيلية شنت غارات على أطراف بلدة الخرايب بقضاء صيدا في محافظة الجنوب، وغارة على منزل لـ "آل فقيه" في بلدة كفرتبنيت بالنبطية أدت لتدميره،[102] وأفيد بشن مسيرة إسرائيلية غارة استهدفت بلدة الكفور قضاء النبطية وغارتين على عربصاليم في قضاء النبطية وغارات على بلدتي الشهابية وتول.[103]
- استشهد فلسطيني وجرح اثنان بعد إطلاق قوات الاحتلال الرصاص تجاه مواطنين متواجدين في منطقة "تبة النويري" غرب مخيم النصيرات وسط قطاع غزة، ونقلوا مستشفى العودة في مخيم النصيرات.[104]
- وقال الجيش الاسرائيلي أنه رصد صاروخين و3 طائرات مسيرة أطلقت من لبنان وسوريا وجهة الشرق، باتجاه مستوطنات الشمال وخليج حيفا وزعم اعتراض مسيرة في منطقة البحر الميت قادمة من جهة الشرق.[105]
- وزعم جيش الاحتلال الإسرائيلي وجهاز الأمن العام الإسرائيلي (الشاباك) أنهما اعتقلوا أكثر من 60 عضواً من الجبهة الشعبية لتحرير فلسطين من الضفة الغربية ولبنان.[106][107]
- اقتحم عشرات المستوطنين باحات المسجد الأقصى المبارك في مدينة القدس وأدوا طقوسا تلمودية في باحاته بحماية مشددة من قوات الاحتلال الإسرائيلي.[108]
- قالت كتائب القسام أنها أجهزت أمس على قوة إسرائيلية من 5 جنود من المسافة صفر بالأسلحة الرشاشة والقنابل اليدوية في شارع “الهوجا” وسط مخيم جباليا وأعلنت استهداف دبابة إسرائيلية من نوع ميركافاه بقذيفة “الياسين 105” قرب مستشفى اليمن السعيد وسط معسكر جباليا شمال القطاع.[109][110]
- أعلن الجيش الاسرائيلي سحب عدة ألوية من جنوب لبنان.[111][112]
- وقال حزب الله أنه استهدف مستوطنة "نهاريا" ومستوطنة "دلتون" بصليتين صاروخية واستهداف تجمعات لقوات الاحتلال في مستوطنات مرغليوت وكريات شمونة و"يفتاح" بصليات صاروخية واستهداف مرابض مدفعية للجيش الإسرائيلي في مستوطنة "نؤوت مردخاي" بسرب من مسيّرات انقضاضية واستهداف قاعدة "ميرون" لإدارة العمليات الجوية بصلية من الصواريخ.[113]

## 6 نوفمبر
- أعلنت المقاومة الإسلامية في العراق مهاجمة "هدفاً إسرائيلياً حيوياً" في مدينة حيفا بالطيران المسيّر، وأعلنت استهداف "هدفاً إسرائيلياً حيوياً" آخر في جنوب إسرائيل بالطيران المسيّر.[114]
- اقتحمت قوات الاحتلال الإسرائيلي مدينة جنين شمالي الضفة من حاجز دوتان العسكري وسط اندلاع مواجهات واشتباكات ووثقت مشاهد تدمير جرافات الاحتلال الإسرائيلي للبنية التحتية في مدينة جنين بالضفة الغربية واقتحمت مدينة سلفيت وسط الضفة من مدخلها الشمالي وسط إطلاق لقنابل الصوت، في وقت واصلت فيه عملية عسكرية بدأتها منذ أمس أسفرت حتى الآن عن استشهاد 8 فلسطينيين،[115] ورافق الاقتحام انتشار واسع للقوات بعدة أحياء رئيسية من المدينة، ودهمت عدة منازل وأجرت تحقيقات ميدانية مع مواطنين واعتدت على بعضهم، وقالت كتيبة جنين بسرايا القدس أنها استهدفت تمركزات لقناصة الاحتلال في محيط مخيم جنين بأسلحة مناسبة وحققت "إصابات مؤكدة" وأنها تخوض معارك ضارية مع قوات الاحتلال في محاور القتال وأصيب شاب[و] بالرصاص الحي خلال اقتحام قوات الاحتلال الإسرائيلي قرية أبو شخيدم شمال غرب رام الله وداهم جيش الاحتلال عدة منازل في بلدات بيرزيت وكوبر وبرهام وأبو شخيدم شمال غرب رام الله وبلدة سلواد شمال شرق رام الله وانسحبت من المنطقة الشرقية بمدينة نابلس باتجاه حاجز بيت فوريك بعد اقتحام استمر عدة ساعات اعتقلت خلاله الشاب الجريح “يزن ضمره” بعد مداهمة منزله بمنطقة بلاطة البلد، واقتحمت قوات الاحتلال بلدة الزاوية غرب مدينة سلفيت وداهمت عدة منازل وأجرت تحقيقات ميدانية مع مواطنين والاعتداء على بعضهم.[116][117]
- واستشهدت سيدتان وأصيب 4 آخرون جراء قصف قوات الاحتلال الإسرائيلي لمنزل الفلسطيني "رياض أبو دقة" في بلدة الفخاري جنوب شرقي خان يونس وأصيب 8 فلسطينيين بينهم سيدتان و5 أطفال ورجل إثر قصف منزل لعائلة "زُهُد" بمخيم النصيرات وسط قطاع غزة.[118][119]
- استشهد عدد من الفلسطينيين وأصيب آخرون جراء طائرات الاحتلال الإسرائيلية مدرسة "حليمة السعدية" في جباليا النزلة شمال قطاع غزة.[120]
- أفيد بإستشهاد 15 فلسطينيا وأصيب عشرات إثر قصف إسرائيلي استهدف عددا من المنازل في منطقة المنشية في بيت لاهيا شمال القطاع،[121] فيما استشهد 4 فلسطينيين في قصف إسرائيلي لمنزل في بيت لاهيا وهم أم زوجة أسير فلسطيني أطفالها الثلاثة ونقلوا لمستشفى العودة.[122]
- واستشهد 4 أشخاص وجرح آخرين في قصف مسيرة إسرائيلية مجموعة من المواطنين قبالة مقر الإسعاف والطوارئ في حي الرمال غرب مدينة غزة، ونقلوا لمستشفى المعمداني في المدينة.[123]
- استشهد 5 فلسطينيين وانتشار شهيدان وأُصيب 5 آخرون بينهم أطفال في استهداف طائرة مسيرة إسرائيلية شقتين لعائلتي "الجرجاوي" و"حبوش"، بعمارة "الريفي" السكنية في حي التفاح شرقي مدينة غزة.[123]
- استشهد ثلاثة فلسطينيين وجرح أربعة آخرين في غارة إسرائيلية استهدفت منزلًا سكنيًا ببلدة الفخاري جنوب شرق مدينة خانيونس جنوب القطاع، فيما استشهاد فلسطينيان في قصف من مسيرة إسرائيلية على خربة العدس في مدينة رفح.[123]
- أعلن حزب الله استهداف قاعدة "تسرفين" التي تضم كليات تدريب عسكرية وتقع قرب مطار بن غوريون جنوبي تل أبيب بصليةٍ من الصواريخ النوعية واستهداف قاعدة «راوية» مقر كتائب المدرعات التابع للواء (188) في جيش الاحتلال الإسرائيلي، في الجولان المحـتل بصليةٍ صاروخية واستهداف مستوطنة كريات شمونة بصلية صاروخية واستهداف مستوطنة "سعسع" ومستوطنة "كفرسولد" بصليات صاروخية واستهداف، دبابة ميركافا في مستوطنة "المطلة" واحراقها وإيقاع طاقمها بين قتيل ومصاب، واستهداف منزلاً يتحصّن فيه جنود إسرائيليين في مستوطنة "المطلة" بصاروخ موجّه وإيقاع من بداخله إلى قتيل وجريح.[124]
- وأطلق حزب الله أكثر من 150 صاروخًا من لبنان باتجاه إسرائيل، وسقط أحدها في منطقة مطار بن غوريون، وألحق الحطام حسب إسرائيل أضرارًا بسيارة في رعنانا،[125][126] وأدت الشظايا الناتجة عن قصف حزب الله الصاروخي في مستوطنة كفار ماساريك إلى مقتل عامل أجنبي.[127][128]
- وأصدر جيش الاحتلال الإسرائيلي أوامر إخلاء للسكان في بعض مناطق النبطية وبرج البراجنة بالابتعاد مسافة 500 متر على الأقل.[129]
- ووقعت عملية دهس بالضفة الغربية صدم سائق سيارة فلسطيني محطة حافلات في مستوطنة شيلو شمال رام الله[130] ما أدى لإصابة اثنين من المدنيين بجروح وأطلقت شرطة الاحتلال النار عليه مما أدى إلى استشهاده.[131]
- أعلن الجيش الإسرائيلي سحب الفرقة الفرقة 252 "سيناء" من غزة بعد 3 أشهر من القتال في نتساريم.[132][133]
- وشن الطيران الإسرائيلي شنّ الاحتلال الإسرائيلي غارات عنيفة على الضاحية الجنوبية لبيروت استهدفت مناطق حارة حريك - حي الأبيض ومنطقة المعمورة في محيط منطقة برج البراجنة ومحيط منطقة الليلكي استهدفت إحداها مبنىً فيها ومنطقة برج البراجنة و"حي الأميركان".[134]
- وزعم الجيش الإسرائيلي أن أن الغارة على الضاحية الجنوبية لبيروت قصفت "مخازن أسلحة ومراكز قيادة وبنية تحتية" أخرى تابعة لحزب الله.[135]

## 7 نوفمبر
- وأعلنت وزارة الصحة في غزة عن استشهاد 78 فلسطينياً وجرح 214 على الأقل في غارات و6 مجازر إسرائيلية خلال الـ48 ساعة الماضية، مما يرفع حصيلة الشهداء الفلسطينيين في غزة إلى 43469.[136]
- أعلنت المقاومة الإسلامية في العراق أنها هاجمت "هدفاً عسكرياً" إسرائيلي في إسرائيل بالطيران المسيّر.[137]
- استشهاد فلسطيني[ز] برصاص قوات الاحتلال الإسرائيلي في حرش السعادة بمدينة جنين، حيث يواصل الجيش الإسرائيلي عمليته العسكرية في جنين ومخيمها شمالي الضفة الغربية التي بدأت من يوم،[138] فيما اقتحمت قوات إسرائيلية في وقت سابق بلدة الخضر جنوبي الضفة الغربية وتمركزت في محيط الجامع الكبير (وسط) واندلعت مواجهات مع الشبان وأطلقت القوات قنابل صوت وغاز سام نحو الشبان والمنازل مما أدى لإصابة عدد من المواطنين بالاختناق بينهم 5 أطفال.[139]
- استشهد 5 فلسطينيين وجرح 5 آخرين آخرين بجراح في قصف طائرات حربية إسرائيلية منزلا لعائلة العاصي في مشروع بيت لاهيا شمالي قطاع غزة، فيما استشهد فلسطينيا وأصيب عدد آخر بجراح؛ جراء قصف طائرة مسيرة إسرائيلية "كواد كابتر" شقة سكنية تعود لعائلة المصري في حي المنشية ببلدة بيت لاهيا.[140]
- زعم جيش الاحتلال الإسرائيلي استهداف قوات الجوية لأكثر من 110 "موقعًا مرتبطًا بحزب الله في لبنان وحماس في قطاع غزة"، كما ادعى القضاء على نحو 50 مسلحًا خلال اليوم الأخير.[141]
- استشهد 4 من أقارب[ح] الأمين العام السابق حسن نصر الله في غارة إسرائيلية استهدفت منزلاً بلدة البازورية جنوب لبنان أمس.[142][143]
- أعلن جيش الاحتلال الإسرائيلي عن مقتل جندي إسرائيلي من كتيبة الهندسة 605 في هجوم صاروخي لحزب الله في أفيفيم قبل يوم واحد.[144]
- استشهد 27 مواطن فلسطيني وجرح آخرين في مجزرة بقصف قصف الاحتلال الإسراذيلي منزلًا لعائلة "المبحوح" قرب مدارس أبو حسين في مخيم جباليا شمال قطاع غزة.[145][146][146][147]
- استشهد 12 فلسطينيًا على الأقل وأصيب عشرات آخرون في مجزرة بقصف قوات الاحتلال الإسرائيلي لمدرسة "شحيبر" الابتدائية للبنين في مخيم الشاطئ غربي مدينة غزة التي تؤوي نازحين والمتابعة لوكالة الأونروا.[148][149]
- وأعلن حزب الله اللبناني استهداف قاعدة "ستيلا ماريس" البحرية الإسرائيلية شمال غرب حيفا وقاعدة "إلياكيم" التي تحوي معسكرات تدريب تتبع لقيادة المنطقة الشمالية في جيش الاحتلال الإسرائيلي جنوبي مدينة حيفا بصليات صاروخية، واستهداف موقع العبّاد الحدودي وموقع البغدادي وثكنة يفتاح بصليتين صاروخيتين، واستهداف تحركاًن للجيش الإسرائيلي عند بوابة فاطمة على الحدود اللبنانية مع "إسرائيل" قبالة بلدة كفركلا بصلية صاروخية واستهداف تجمعاً شرق بلدة مارون الراس واستهداف بكَمين قوة مشاة للاحتلال باتجاه بلدة يارون وإيقاع أفرادها بين قتيل وجريح، وقصف تجمعات جيش الاحتلال في مستوطنات يفتاح ودوفيف وثكنة راميم في بصليات صاروخية واستهداف تجمعًا لقوات جيش الاحتلال عند بوابة موقع هرمون بصلية صاروخية وتجمعاً لجيش الاحتلال في مستوطنة ليمان بصلية صاروخية وهجوم آخر في مستوطنة ساعر شمال مدينة نهاريا وتجمعًا في مستوطنة حانيتا بصليات صاروخية واستهداف مستوطنة كريات شمونة ومستوطنة المنارة وقصف منطقة "الكريوت" شمالي مدينة حيفا بصليات صاروخية.[150]
- أعلنت كتائب القسام تفجير عبوة “رعدية” في قوة إسرائيلية راجلة بعد دخولها أحد المباني في محيط مستشفى كمال عدوان شمال القطاع وإيقاعهم بين قتيل وجريح، وقالت أنها استهدفت ناقلة جند وجرافة عسكرية من نوع «D9» بقذيفتي “الياسين 105” أمس الأربعاء في محيط الدوار الغربي “حارة الخزان” في بيت لاهيا شمال القطاع.[151][152]

## 8 نوفمبر
- وقالت وزارة الصحة اللبنانية أن حصيلة قصف الاحتلال الإسرائيلي خلال الـ 24 ساعة الماضية بلغ 15 شهيدا و69 جريحاً.[153]
- وأعلن حزب الله اللبناني استهداف قاعدة "ستيلا ماريس" البحريّة شمالي غربي حيفا بصليةٍ صاروخيّة نوعية، واستهداف قاعدة ومطار "رامات ديفيد" جنوبي شرقي مدينة حيفا بصليةٍ صاروخيّة نوعية، واستهداف تجمعاً لقوات الجيش الإسرائيلي في جل الحَمّار جنوبي بلدة العديسة بقذائف المدفعية وقصف مستوطنة كريات شمونة بصليةٍ صاروخية.[154]
- أعلنت المقاومة الإسلامية في العراق استهداف هدفاً عسكرياً تابعاً للاحتلال الإسرائيلي في شمال فلسطين المحتلة بالطيران المسيّر في 3 عمليات منفصلة، ونشر الإعلام الحربي لها "مشاهد من إطلاقها الطيران المسيّر" خلال هذه العملية.[155]
- واستشهد 9 أشخاص بينهم أطفال ونساء وأصيب آخرين في مجزرة إسرائيلية قصف إستهداف منزلًا لعائلة "حمادة" في حي الدرج وسط مدينة غزة.[156][157][158]
- استشهد صياد وأُصيب 3 آخرين في قصف زوارق الاحتلال الحربية شاطئ بحر مدينة رفح، فيما قصفت مدفعية الاحتلال الإسرائيلي المناطق الشرقية للمدينة.[159]
- استهدفت طائرات الاحتلال الإسرائيلي منزلًا لعائلة "عمران" في منطقة "التحلية" شرق خانيونس، ما أدى لإستشهاد أشخاص وإصابة آخرين، فيما أُصيب عدد من المواطنين في قصف الاحتلال منزلاً في محيط أرض أبو معلا غرب مخيم النصيرات وسط قطاع غزة.[157]
- وقالت جماعة الحوثيون أن "الدفاعات الجوية" أسقطت مسيّرة أميركية من طراز "إم كيو-9" في محافظة الجوف شمالي اليمن.[160][161]
- واقتحمت شرطة الاحتلال الإسرائيلي مساء الأمس كنيسة باتر نوستر التي تديرها فرنسا منذ عقود في جبل الزيتون في مدينة القدس المحتلة بالتزامن مع وصول وزير الخارجية الفرنسي جان نويل بارو لزيارة الكنيسة،[162] واعتقلت اثنين من موظفي القنصلية العامة الفرنسية في القدس ذوي الوضع الدبلوماسي بعد مغادرة الوفد.[163]
- واقتحمت قوات الاحتلال الإسرائيلي عدة مدن وقرى بالضفة واعتقلت فلسطينيين، حيث اعتقلت قوات الاحتلال عددًا من المقدسيين من بلدة الرام واعتقلت أربعة مواطنين من مخيم شعفاط وبلدة عناتا شمال القدس المحتلة، واقتحمت قوات الاحتلال مخيم شعفاط شمال القدس، وأطلقت قنابل غاز سام واعتقلت شابان وشابة فلسطينية من عائلة غيث من بلدة عناتا شمال شرق القدس، واعتقلت شاب من بلدة عناتا عند حاجز حزما العسكري بعد اعتقال زوجته للضغط عليه لتسليم نفسه وتم الإفراج عن الأخيرة، وداهمت قوات الاحتلال بلدة بدرس غرب رام الله ومخيم بلاطة وعسكر القديم والجديد والعين بمحافظة نابلس، واقتحمت مخيم بلاطة وشرعت بأعمال تخريب وتجريف للبنية التحتية وسط إطلاق رصاص حي وقنابل صوت وغاز سام،[164] واندلعت اشتباكات عنيفة بين مقاومين فلسطينيين وقوات الاحتلال داخله وفجروا خلالها عبوات ناسفة وإطلاق رصاص صوب آليات عسكرية إسرائيلية، وقال فلسطينيين أنهم نفذوا كمين لقوات الاحتلال في محيط حارة الزغلول واستهدافهم بعبوة محلية الصنع وصليات من الرصاص.[165]
- دعت حركة حماس الشعب الفلسطيني والأمة العربية والإسلامية و"أحرار العالم" للحشد والنفير والخروج باحتجاجات ومسيرات وفعاليات لثلاثة أيام "نصرة لغزة والمقاومة ودعما لشعبنا ورفضا للدعم الأمريكي للعدوان" حتى وقف "العدوان الصهيوني وحرب الإبادة في قطاع غزة".[166]
- وقالت وزارة الخارجية الإسرائيلية إن 10 إسرائيليين أصيبوا وفقد اثنان آخران بعد اشتباكات بين مشجعي أياكس ومشجعي مكابي تل أبيب قبل مباراة بين الفريقين في أمستردام، هولندا[167] وذكرت وسائل إعلام فلسطينية وإسرائيلية أن أعمال العنف اندلعت بعد أن ألحق مشجعون إسرائيليون أضرارًا بالأعلام الفلسطينية في أمستردام.[168]
- شنت طائرات حربية إسرائيلية غارة على بلدة الخيام جنوبي لبنان، وغارتين إسرائيليتين استهدفتا بلدتي كفرصير وشبعا في جنوب لبنان، فيما أدى قصف الطيران الحربي الإسرائيلي قرية دير الزهراني في النبطية جنوبي لبنان عن اندلاع حرائق.[169]
- وأعلن جماعة الحوثيون أن «القوات المسلحة اليمنية» نفّذت عملية عسكرية نوعية استهدفت قاعدة "نيفاتيم" الجوية في منطقة النقب جنوبي «إسرائيل» عبر صاروخ باليستي فرط صوتي «فلسطين 2»، ووصل إلى هدفه".[170][171][172]
- هاجم عشرات المستوطنون الإسرائيليين قاطفي الزيتون وقطعوا 70 شجرة زيتون وعنب ولوزيات في منطقة عين فارس غرب بلدة نحالين غرب بيت لحم وهاجموا قاطفي زيتون في قرية دير جرير شرق رام الله وقطعوا عشرات الأشجار المثمرة.[173][174]
- وقال تقرير لمفوضية الأمم المتحدة لحقوق الإنسان أن 70٪ من ضحايا الحرب في غزة في الفترة بين نوفمبر/تشرين الثاني 2023 وأبريل/نيسان 2024 هم نساء وأطفال، وأنها تحققت من هويات 8119 شخصاً لقوا حتفهم نتيجة للحرب وكان منهم 70% منهم من النساء والأطفال.[175][176]
- وشن طيران الاحتلال الإسرائيلي سلسلة غارات عنيفة استهدفت مدينة صور اللبنانية حيث طال القصف مبانٍ في محيط دوار جنبلاط في المدينة، ما أسفر عن سقوط إصابات في صفوف المدنيين.[177]
- أستشهد 4 لبنانيين في غارة إسرائيلية استهدفت بلدة الغندورية في قضاء بنت جبيل في النبطية جنوب لبنان.[178][179]

## 9 نوفمبر
- أعلنت وزارة الصحة في غزة عن استشهاد 44 فلسطينياً على الأقل وجرح 81 آخرين وصلوا للمستشفيات في 4 مجازر في وغارات إسرائيلية خلال الساعات الأربع والعشرين الماضية، مما يرفع حصيلة الشهداء الفلسطينيين في غزة إلى 43,552.[180]
- قالت وزارة الصحة اللبنانية أن حصيلة الغارات والعدوان الإسرائيلي خلال الـ 24 ساعة الماضية بلغ 19 شهيداً و91 جريحاً.[181]
- أعلنت المقاومة الإسلامية في العراق مهاجمتة هدفا حيويًا للاحتلال في شمالي «إسرائيل» بالطيران المسير، ومهاجمة هدفاً عسكرياً في شمالي إسرائيل بالطيران المسيّر.[182]
- استشهد فلسطينيان وجرح 26 آخرين بينهم إصابات خطيرة في قصف الاحتلال الإسرائيلي للمرة التاسعة خياماً للصحفيين والنازحين داخل أسوار مستشفى شهداء الأقصى في دير البلح وسط قطاع غزة.[183]
- واستشهد فلسطيني وأصيب آخرون في استهداف الاحتلال منزلًا لعائلة الصحفي "يونس أبو جراد" في منطقة المنشية بمدينة بيت لاهيا.[184]
- واستشهد 6 فلسطينيين بينهم صحفي وطفلة وجرح آخرين في قصف الاحتلال مدرسة "فهد الصباح" التي تؤوي نازحين في شارع يافا في منطقة الزرقا في حي الشجاعية شرق مدينة غزة، وأطلقت طائرات مسيّرة "كواد كابتر" عدة قنابل في محيط منازل المواطنين في الشارع الثالث بحي الشيخ رضوان غربي مدينة غزة.[185]
- استشهد 9 فلسطينيين وأصيب آخرون بجروح متفاوتة في في مجزرة للقوات الإسرائيلية بشن مسيرات لغارات على خيام تؤوي نازحين في منطقة المواصي غربي مدينة خان يونس، واستشهد فلسطينيان وأصيب آخرون في قصف خيمة تؤوي نازحين بملعب الجزيرة جنوب مسجد الشافعي في المدينة.[180]
- أعلن حزب الله اللبناني استهداف قاعدة "زوفولون" للصناعات العسكرية ومنطقة "الكريوت" شمالي مدينة حيفا بصلياتِِ صاروخية، واستهداف مدينة صفد بصليةٍ صاروخية واستهداف مستوطنة كريات شمونة بصليةٍ صاروخية، واستهدافت تجمعين لقوات الاحتلال في مستوطنة "المنارة" والثاني في موقع "العباد" بصليتين صاروخيتين واستهداف مستوطنتي نهاريا" و"برعام" بصليتين من الصواريخ واستهداف "معالوت" في الجليل مرتين بصلية صاروخية.[186][187]
- أعلن حزب الله إسقاط مسيّرةً إسرائيلية من نوع" هرمز 450" استهدفتها «وحدة الدفاع الجوي» بصاروخ "أرض - جو" في بلدة دير سريان وقال أن الطيران الحربي الإسرائيلي عقب ذلك أغار عليها عليها.[188]
- اقتحمت قوات الاحتلال الإسرائيلي عدة مدن بلدات بالضفة الغربية واعتقلت 18 فلسطينيًا، حيث اقتحمت بلدتي يعبد وجبع جنوب غرب جنين شمال الضفة، وهاجم مقاومين فلسطينيين بعبوات قوة لجيش الاحتلال الإسرائيلي أثناء اقتحامها وقالت «سرايا القدس-كتيبة جنين» أن مقاتليها في وحدة الهندسة "فجروا الليلة الماضية عبوة ناسفة شديدة الانفجار في آليات إسرائيلية بمحور الحارة ببلدة سيلة الظهر وحققوا إصابات مباشرة"، واقتحمت قوات الاحتلال مدينة نابلس شمالي الضفة ومخيم عسكر شرقي المدينة واشتبكت مع مقاومين فلسطينيين، وحاصرت منزلاً أثناء اقتحامها طولكرم وأطلقت قوات النار تجاه سيارة أثناء اقتحامها بلدة كوبر شمال رام الله واقتحمت قبلها بلدات سلواد ونعلين، واقتحمت قوات الاحتلال في بلدة عناتا شمال شرق القدس وأطلقت قنابل صوت وغاز واقتحمت مخيم قلنديا وداهمت عدة منازل لفلسطينيين تركزت في حارة ساريس.[189]
  - استشهد فلسطيني[ط] برصاص قوات الاحتلال عقب محاصرة منزل ذويه وقصفه بقذيفة "إنيرجا" مضادة للدبابات في بلدة عقابا في طوباس ولا يزال الاحتلال يحتجز جثمان وأصيب مواطن برصاص حي نقل على إثرها للمستشفى وآخر برضوض جراء اعتداء قوات الاحتلال عليه.[190]
- هاجم مستوطنون إسرائيليون على قاطفي الزيتون في قرية بورين جنوب نابلس واعتدوا عليهم وأجبروهم على إخلاء أراضيهم وسرقوا ثمارهم.[191]
- وأعلن المتحدّث باسم قوات الشهيد عمر القاسم "أبو خالد" أنّ القوات بالتعاون مع كتائب القسام أوقعت دوريةً إسرائيليةً مؤللة في كمين في حي الشجاعية واستهدفوعا بقذائف "الهاون" من العيار الثقيل وإحراق عددٍ من الآليات وإصابة من فيها، وبالتعاون مع كتائب الشهيد عبد القادر الحسيني قصف تجمّعٍ لقوات الاحتلال الإسرائيلي في "نتيف عتسراه" برشقةٍ صاروخية، فيما نشرت كتائب شهداء الأقصى مشاهد من استهداف مستوطنة "نتيف هعسراه" برشقة صاروخية من نوع "107".[192]
- زعم جيش الاحتلال الإسرائيلي أن الفرقة 162 التابعة له "قتلت عشرات من المسلحين ودمرت مستودع أسلحة في جباليا في اليوم الماضي" وادعى أن لواء ناحال "قتل مسلحين وعثر على أسلحة ودمر البنية التحتية للمسلحين في رفح"، رأن سلاح الجو الإسرائيلي "ضرب أكثر من 50 هدفًا للمسلحين في لبنان وقطاع غزة في الساعات الأربع والعشرين الماضية".[193][194]
- أعلنت كتائب الشهيد عز الدين القسام استهداف جرافة عسكرية صهيونية من نوع «D9» بقذيفة "RPG" في حي القصاصيب في جباليا شمال قطاع غزة.[195]
- استشهد 5 لأشخاص في غارة للاحتلال على بلدة حناويه بقضاء صور جنوب لبنان، واستشهد 5 أشخاص في غارة إسرائيلية استهدفت مسعفين في «نقاط تجمع المسعفين» في بلدة دير قانون.[196]
- استشهد 11 شخصًا في مجزرة إسرائيلية باستهداف بلدة الكنيسة في البقاع الشمالي في لبنان، فيما أصيب 12 شخصاً في غارة إسرائيلية استهدفت حي الميدان في النبطية.[197]
- وانتشر فيديو لجنود للاحتلال الإسرائيلي من لواء غولاني يمزقون العلم اللبناني ويحرقونه من على شرفة أحد المنازل عند الحدود اللبنانية مع «إسرائيل».[198]
- أعلنت المقاومة الإسلامية في العراق مهاجمة «هدفاً عسكرياً» تابعاً للاحتلال الإسرائيلي في جنوبي «إسرائيل» بالطيران المسيّر.[199]
- أفادت وسائل إعلام يمنية أن "الطيران الأمريكي البريطاني" شن واستهدف بـ 3 غارات منطقتي النهدين والحفا بمديرية السيعين جنوب وجنوب شرق العاصمة صنعاء.[200]

## 10 نوفمبر
- أعلنت وزارة الصحة في غزة عن استشهاد 51 فلسطينياً على الأقل وجرح 164 آخرين وصلوا للمستشفيات في 3 مجازر في وغارات إسرائيلية خلال الساعات الأربع والعشرين الماضية، مما يرفع حصيلة الشهداء الفلسطينيين في غزة إلى 43,603.[201]
- أعلن حزب الله اللبناني استهداف قاعدة "شراغا" شمالي مدينة عكا بصلية صاروخية واستهدلف بصلية صاروخية مستوطنتني كريات شمونة وإيفن مناحم بصلية من الصواريخ واستهداف بالصواريخ مستوطنات "شتولا" و"زرعيت" و"شوميرا" وأعلن شنّ هجوماً بسرب من مسيّرات انقضاضية على تجمّع لقوات الاحتلال في مستوطنة أفيفيم واستهداف تجمّعاً آخر لقوات إسرائيلية في مستوطنة "هغوشريم" وتجمّعاً لقوات الاحتلال بين بلدتي حولا ومركباً شرقاً عند الحافة الأمامية على الحدود مع «إسرائيل» بصلية صاروخية واستهداف تجمّعاً لجنود في مرتفع القبع عند الأطراف الجنوبية الشرقية لمركبا بالصواريخ واستهداف تجمّعاً لقوات إسرائيلية قرب بوابة حسن في محيط بلدة شبعا بصلية من الصواريخ والاشتباك مع قوة إسرائيلية حاولت التسلل في اتجاه عيناثا عند الأطراف الجنوبية الغربية للبلدة وإيقاع أفرادها بين قتيل وجريح.[202]
- أعلنت كتائب القسام اشتباكها مع قوّة إسرائيلية راجلة وإقاع أفرادها بين قتيلٍ وجريح في منطقة البركة غربي بيت لاهيا شمالي قطاع غزة واستهداف قوة إسرائيلية راجلة قوامها 15 جندياً بقذيفة "RPG" مضادة للأفراد والإجهاز عليهم من المسافة صفر بأسلحة خفيفة وقنابل يدوية غرب منطقة الشيماء شمال بيت لاهيا شمال القطاع، واستهداف ناقلتي جند إسرائيليتين بقذيفتي «الياسين 105» و"تاندوم" وجرافة عسكرية بعبوة «رعدية» قرب مسجد الشهيد عماد عقل وسط مخيم جباليا شمال القطاع ودكّ قوات الاحتلال داخل "موقع الرشيد" للقيادة والسيطرة بعدة صواريخ "رجوم" وقذائف هاون من العيار الثقيل وأعلنت استهداف قوات الاحتلال في محور "نتساريم" بقذائف الهاون بالاشتراك مع كتائب الشهيد أبو علي مصطفى.[203]
- وأعلنت سرايا القدس استهدافها بالاشتراك مع ألوية الناصر صلاح الدين بقذائف "الهاون" مركز قيادة وسيطرة للاحتلال في "الإدارة المدنية" شرقي مخيم جباليا شمالي قطاع غزة قيما نشرت قوات الشهيد عمر القاسم مشاهد لاستهداف تجمّعات ومواقع الاحتلال الإسرائيلي بصواريخ وقذائف الهاون" بالاشتراك مع ألوية الناصر صلاح الدين.[204]
- واستشهد 32 مواطنًا بينهم 13 طفلاً وعشرات الجرحى في مجزرة ارتكبتها قوات الاحتلال الإسرائيلي بعدما قصفت منزلا لعائلة "علوش" في جباليا شمال غزة،[205] والمنزل يؤوي 58 شخصا نازحين من مخيم جباليا، دون أي تحذير مسبق.[206][207]
- وجمدت الولايات المتحدة تسليم 130 جرافة من طراز D9 إلى إسرائيل.[208][209]
- واستشهد 3 مسعفين في غارة إسرائيلية استهدفت مركز للدفاع المدني "للهيئة الصحية الإسلامية* من جراء غارة استهدفت بلدة عدلون جنوب لبنان.[210]
- استشهد أكثر من 20 شخصاً وجرح 6 آخرين معظمهم من الأطفال من جرّاء مجزرة إسرائيلية بغارة على بلدة علمات في قضاء جبيل شمال بيروت.[211][212]
- استشهد 9 أشخاص وأصيب 23 آخرون في غارة إسرائيلية استهدفت مبنى سكنياً في منطقة السيدة زينب جنوب دمشق في سوريا.[213][214][215]
- وأدت غارة جوية إسرائيلية في مدينة صور جنوب لبنان إلى استشهاد امرأة وأربعة من أشقائها المعوقين.[216]
- واعترف رئيس الوزراء الإسرائيلي بنيامين نتنياهو للمرة الأولى بأن إسرائيل كانت وراء الهجمات التي استهدفت أجهزة النداء واللاسلكي خلال اجتماع لمجلس الوزراء في العاشر من نوفمبر/تشرين الثاني، وذكر أن العمليات "نفذت بالرغم من معارضة كبار المسؤولين في المؤسسة الدفاعية والمسؤولين عنها في المستوى السياسي".[217]
- وقال المتحدث باسم الجيش الإسرائيلي أفيخاي أدرعي إن إحراق علم لبنان من قبل بعض الجنود يعد مخالفة لأوامره.[218]

## 11 نوفمبر
- أعلنت المقاومة الإسلامية في العراق مهاجمة "هدفاً حيوياً" في جنوبي إسرائيل وهدفاً حيوياً في شمالي إسرائيل بالطيران المُسيّر، مرتين، وضرب "هدف حيوي" في شمالي إسرائيل بالطيران المسيّر ومهاجمة "هدفاً حيوياً" في جنوبي إسرائيل مرة ثانية، بالطيران المسيّر، ومهاجمة هدفاً عسكرياً في شمالي إسرائيل بالطيران المسيّر.[219]
- أفغدت وسائل إعلام يمنية أن" الطيران الأمريكي البريطاني" استهدف بـ7 غارات مديرية حرف سفيان في محافظة عمران شمال العاصمة صنعاء واستهدف بغارتين منطقة الرحبة بمديرية الصفراء في محافظة صعدة شمال غربي العاصمة.[220]
- وشنت قوات الاحتلال الإسرائيلي حملة اقتحامات واعتقالات بالضفة الغربية، حيث اقتحمت مخيم الجلزون وأطلقت رصاص حي ومعدني مغلف بالمطاط وقنابل غاز سام اتجاه المواطنين ومنازلهم ما أدى لإصابة خمسة مواطنين بالرصاص أحدهم طفل بالشظايا، واعتقلت شابين بعد مداهمة منزليهما[221] واقتحمت بلدة عزون وقرية اماتين شرق قلقيلية وسيرت آياتها بعدة أحياء فيهما، واقتحمت قوات الاحتلال بلدة الخضر في بيت لحم، جنوبي الضفة وتمركزت في مناطق “التل" ومحيط الجامع الكبير والبوابة”، وأطلقت قنابل الصوت، كما اقتحمت قوات الاحتلال منزل رئيس بلدية مدينة مدينة الخليل في حارة أبو سنينة بالمنطقة الجنوبية من المدينة وأجرت عمليات تفتيش به وتحقيقات ميدانية.[222]
- واستشهد 4 فلسطينيين (أب وأطفاله) جراء استهداف الاحتلال شقة سكنية داخل برج بركة في مخيم النصيرات وانتشل 3 شهداء بينهم سيدتان وعدد من الإصابات جراء القصف المدفعي المتواصل على غربي النصيرات،[223] واستشهد شخصين وإصابة آخرين بجروح إثر غارة على خيمة للنازحين بجانب مدرسة السوارحة في المخيم، وأصيب 15 شخصًا في غارات على منزلين في المخيم.[224]
- أعلنت جماعة الحوثيون تنفّيذ عملية عسكرية نوعية استهدفت فيها قاعدة "ناحال سوريك" العسكرية جنوبي شرقي مدينة يافا بصاروخ باليستي فرط صوتي من نوع "فلسطين 2" وتحقيق هدفه.[225][226]
- أعلن حزب الله اللبناني استهداف قاعدة تدريب للواء المظليين في جيش الاحتلال الإسرائيلي في مستوطنة كرمئيل بصلية صاروخية كبيرة وشنّ بسرب من مسيّرات انقضاضية على تجمع لقوات الاحتلال في مستوطنة "أفيفيم" مصيباً أهدافه بدقة واستهداف مستوطنة "معالوت ترشيحا" بصلية صاروخية ومستوطنة "غورن" وتجمعاً للقوات الإسرائيلية في موقع "العباد" بصليتين من الصواريخ واستهداف تجمعاً لقوات الاحتلال عند الحافة الأمامية للأطراف الشرقية لبلدة مارون الراس جنوبي لبنان بصلية صاروخية وتجدّيد استهداف القوات الإسرائيلية في المنطقة نفسها بهجوم بسرب من مسّيرات انقضاضية، وقصف تجمعاً لقوات الاحتلال عند الأطراف الشرقية للبلدة بقذائف المدفعية.[227]
- وصرح المتحدث باسم حزب الله محمد عفيف أن إسرائيل لم تتمكن من الاستيلاء على "قرية واحدة" في لبنان حتى الآن خلال الغزو، كما رفض ادعاء الجيش الإسرائيلي بانخفاض كبير في مخزون حزب الله من الصواريخ ووصفه بأنه "مجرد أكاذيب"،[228] كما قال أن لبنان لم تصله أي مقترحات لوقف إطلاق النار حتى الآن.[229]
- وأطلق حزب الله 50 صاروخاً على منطقة كرمئيل، مما أدى إلى إصابة ثلاثة أشخاص.[230] كما أطلق أكثر من 90 صاروخاً على خليج حيفا، مما أدى إلى إلحاق أضرار بالمنازل والمركبات في كريات آتا. وأصيب مراهق بجروح طفيفة بسبب شظايا الزجاج.[231][232]
- وأصدر جيش الاحتلال الإسرائيلي أوامر إخلاء لـ 21 بلدة في جنوب لبنان للانتقال إلى شمال نهر الأولي.[233]
- أقدمت سلطات الاحتلال الإسرائيلي على هدم مسجداً ومنزلًا يؤوي أطفال ونساء وخمس حظائر للأغنام ومحلا لتصليح المركبات في تجمع بدوي العراعرة الذي يعيش فيه أكثر من 80 عائلة من عرب الجاهلين قرب بلدة جبع شمال شرق مدينة القدس المحتلة وسبق وأن وضعت سلطات الاحتلال علامات باللون الأحمر على عدة منشآت تمهيدا لهدمها.[234]
- وذكرت وسائل إعلام سورية أن غارة إسرائيلية استهدف بلدة شنشار ريف محافظة حمص في وسط سوريا، وذكرت وكالة سانا الحكومية أنها استهدفت مكان تجمع مساعدات للوافدين اللبنانيين في منطقة شمسين جنوب حمص بالقرب" من الطريق الدولي.[235][236]
- قدم مدير عام وزارة الدفاع الإسرائيلية اللواء إيال زمير استقالته لوزير الدفاع يسرائيل كاتس.[237]
- وقام مجموعة من القراصنة يعتقد أنهم إيرانيون بنشر معلومات وتفاصيل شخصية لعالم نووي إسرائيلي في مركز سوريك للأبخاث النووية ومسؤول دفاعي كبير سابق،[238][239] ونشر القراصنة "صوراً ووثائق شخصية" يزعم أنهم حصلوا عليها من خلال اختراق حسابات عدد من كبار المسؤولين الإسرائيليين.[240]
- أدت غارة إسرائيلية الوكالة الوطنية للإعلام على منزل في بلدة عين يعقوب في عكار شمال لبنان إلى وقوع 28 شخصاً بين شهيد وجريح من السوريين والمواطنين النازحين وأهالي البلدة.[240][241][242]
- وأظهرت صور الأقمار الصناعية التي حللتها وكالة أسوشيتد برس أن الجيش الإسرائيلي بدأ في بناء طريق على طول ما يسمى الخط ألفا الذي يفصل مرتفعات الجولان المحتلة عن سوريا، ودخل جنود إسرائيليون هذه المنطقة منزوعة السلاح أثناء البناء، منتهكين بذلك قواعد وقف إطلاق النار التي تحكم المنطقة.[243][244][245]
- وأعلنت كتائب القسام استهداف دبابة إسرائيلية من نوع "ميركافا 4" بقذيفة "تاندوم" في منطقة الصفطاوي غربي مخيم جباليا شمالي القطاع، وأعلنت سرايا القدس استهداف بقذيفة "تاندوم" دبابة "ميركافا" إسرائيلية متوغلة في منطقة التوبة وسط مخيم جباليا، وقالت كتائب شهداء الأقصى أنها استهدفت آلية عسكرية إسرائيلية من نوع "نمر" بقذيفة مضادة للدروع في محور التوغّل في منطقة التوبة وسط مخيم جباليا، وقصفها بالاشتراك مع كتائب الشهيد عبد القادر الحسيني مقر القيادة والسيطرة التابع للاحتلال الإسرائيلي في محور "نتساريم" بصواريخ "107" وبقذائف الهاون من العيار الثقيل ونشرت كتائب المجاهدين مشاهد من استهداف مقر للقيادة والسيطرة تابع للاحتلال الإسرائيلي في المحور بصواريخ من نوع "حاصب 111".[246]

## 12 نوفمبر
- أعلنت وزارة الصحة في غزة عن استشهاد 62 فلسطينياً على الأقل وجرح 147 آخرين وصلوا للمستشفيات في 5 مجازر في وغارات إسرائيلية خلال الساعات الـ 48 الماضية في حرب الإبادة الجماعية، مما يرفع حصيلة الشهداء الفلسطينيين في غزة إلى 43,665.[247]
- أعلنت المقاومة الإسلامية في العراق أنها استهدفت عند منتصف الليل هدفاً عسكرياً في جنوب «إسرائيل» بالطيران المسيّر،[248] كما قالت أنها هاجمت هدفاً عسكرياً شمالي «إسرائيل» بالطيران المسير.[249]
- واستشهد 11 فلسطينيا وجرح آخرين في مجزرة إسرائيلية بقصف استهدف خيمة تؤوي نازحين في منطقة المواصي غربي خان يونس واستشهد شخصان وفقد عدد آخر جراء غارة إسرائيلية على منزل بالمخيم الجديد شمال غرب مخيم النصيرات وسط قطاع غزة.[250]
- واستشهد 3 فلسطينيين جراء قصف إسرائيلي على أحد المنازل بشارع الجلاء شمالي مدينة غزة واستشهد فلسطينيان وأصيب آخرون جراء قصف إسرائيلي استهدف منزلين ببلدة بيت حانون شمالي القطاع.[251]
- أعلن جيش الاحتلال الإسرائيلي مقتل أربعة من جنوده أثناء القتال في شمال غزة، مما يرفع حصيلة قتلى الجيش الإسرائيلي المعلن في غزة إلى 375.[252]
- وأفادت وسائل إعلام يمنية أن "الطيران الأمريكي البريطاني" شن 3 غارات على منطقة الفازة في مديرية التحيتا جنوب محافظة الحديدة.[253]
- شنت قوات الاحتلال الإسرائيلي حملة دهم واعتقالات في الضفة الغربية المحتلة، حيث اقتحمت قوات الاحتلال بآليات عسكرية مدينتي بيت لحم والخليل جنوبي الضفة، وأطلقت رصاص حي على الفلسطينيين، واقتحمت بلدة سيلة الظهر جنوبي مدينة جنين، مما أدى لاندلاع مواجهات بين مقاومين وقوات الاحتلال، كما اعتقلت أسيرين محررين بعد اقتحام مخيم قلنديا في القدس المحتلة، واستمرت بحصار بلدة الخضر جنوبي بيت لحم بزعم مطاردة منفذ عملية دهس لجنود عند مثلث البالوع، وتمركزت في محيط الجامع الكبير ومثلث البالوع والبلدة القديمة والبوابة، وأطلقت أطلقت النار على شاب وأصابته خلال اقتحام البلدة، ونفذت قوات الاحتلال مداهمات في بلدة سعير بالخليل واعتقلت ثلاثة مواطنين وداهمت منازل، وفي حادثة أخرى طعن مستوطنين فلسطينيا وأصابوه بجروح في منطقة بيت جالا قرب بيت لحم.[254]
- أعلن حزب الله اللبناني استهداف مستوطنة "كفار بلوم" في الجليل الأعلى بصليةٍ صاروخية وتصدّي «وحدة الدفاع الجوي»

لطائرة مسيّرة إسرائيلية من نوع "هرمز 450" في أجواء النبطية وطائرة مسيّرة إسرائيلية أخرى من نفس النوع في أجواء القطاع الغربي، وأجبارهما على مغادرة ‌الأجواء اللبنانية واستهداف مستوطنة "كفر يوفال" ومستوطنة "ديشون" بصليات صاروخية، ونشر الإعلام الحربي للحزب مشاهد عن عملية استهداف منطقة "الكريوت" شمالي مدينة حيفا بصلياتٍ من صواريخ "فادي 1" و"ملاك 2".
- واقتحمت قوات الاحتلال الإسرائيلي مراكز إيواء تؤوي آلاف النازحين في بيت حانون شمال غزة، وحاصرت مدرسة تؤوي 130 عائلة نازحة وسط إطلاق نار وقصف مدفعية وأجبرتهم على النزوح لطريق "صلاح الدين" بعد اعتقلت عشرات الشبان.[256][257]
- وطالب جيش الاحتلال الإسرائيلي من السكان إخلاء 14 قرية في جنوب لبنان إلى الشمال من نهر الأولي.[258]
- وزعمت إسرائيل أنها فتحت معبر كيسوفيم "الشجاعية" في محيط خان يونس لتسهيل إدخال المواد الغذائية والمياه والإمدادات الطبية ومعدات الإيواء إلى وسط وجنوب قطاع غزة.[259]
- وقال الجيش الإسرائيلي إن مكتب تنسيق أعمال الحكومة في المناطق الإسرائيلي بالتعاون مع منظمات الإغاثة الدولية سلم مئات الطرود الغذائية والمياه إلى جباليا وبيت حانون،[260] وزعم أن 741 شاحنة مساعدات تم تسليمها منذ أكتوبر/تشرين الأول إلى شمال غزة عبر معبر بيت حاون (إيرز).[261]

## 14 نوفمبر
- أعلنت وزارة الصحة في غزة عن استشهاد 24 فلسطينياً على الأقل وجرح 112 آخرين وصلوا للمستشفيات في 3 مجازر في وغارات إسرائيلية خلال الساعات الـ 24 الماضية في حرب الإبادة الجماعية، مما يرفع حصيلة الشهداء الفلسطينيين في غزة إلى 43,736.[262]
- أصيب 12 فلسطينيًا في قصف إسرائيلي استهدف خيمة تؤوي نازحين في منطقة المواصي غربي مدينة خان يونس.[263]
- استشهدت طفلتين شقيقتين[ي] جراء قصف الاحتلال على مخيم جباليا شمال غزة، واستشهد الطفل «أنس عبد الحميد الصعيدي» في قصف الاحتلال على دير البلح، وأدى قصف إسرائيلي استهدف تجمعا للفلسطينيين في مخيم المغازي وسط قطاع غزة إلى استشهاد 5 وإصابة آخرين[264]
- استشهد 3 أشخاص وأُصيب 10 آخرين في قصف الاحتلال مواطنين في محيط مدرسة حمامة بحي الشيخ رضوان غرب مدينة غزة، وأصيب عدد من المدنيين الفلسطينيين منهم أطفال إثر قصف بمروحية إسرائيلية لشقة في شارع النفق وسط مدينة غزة.[264]
- وأعلنت المقاومة الإسلامية في العراق مهاجة هدفاً حيوياً في شمال إسرائيل لـ3 مرات في 3 عمليات منفصلة بالطيران المسيّر،[265] وأعلنت استهداف هدفان آخرين حيويان في شمال إسرائيل بالطيران المسير.[266]
- وهاجم مستوطنون إسرائيليون بالرصاص الحي واعتدوا على مزارعين وقاطفي الزيتون في الجهة الجنوبية الغربية من قرية جالود جنوب نابلس تحت حماية قوات جيش الاحتلال وهاجم مستوطنون آخرون من مستوطنة “أفني حيفتس” مزارعين فلسطينيين أثناء عملهم في قطف ثمار الزيتون في أراضيهم في قرية شوفة جنوب شرق طولكرم.[267]
- وذكرت صحيفة هآرتس أن الجيش الإسرائيلي سيحقق فيما إذا كانت 16 غارة على الأقل في شمال غزة تشكل انتهاكا للقانون الدولي.[268]
- قال جهاز الدفاع المدني الفلسطيني في قطاع غزة أن عمله لا يزال معطلًا منذ 23 يوما في كافة مناطق شمال القطاع بسبب الحصار والقصف الإسرائيلي المستمر وأن آلاف المواطنين هناك بدون رعاية إنسانية وطبية".[269] وقام جيش الاحتلال الإسرائيلي بنسف مباني سكنية في جباليا شمالي قطاع غزة.[270]
- اقتحم جيش الاحتلال عدة بلدات ومدن بالضفة، حيث اقتحمت قوات خاصة إسرائيلية من المستعربين وتسللت إلى البلدة القديمة بنابلس ودفعت قوات الاحتلال بتعزيزات عسكرية لمحيط البلدة وشارع حطين ومنطقة الدوار وراس العين واعتقلت شابا فلسطينيًا من البلدة القديمة بعد محاصرة منزله واقتحمت القوات المنطقة الغربية من بلدة بيتا جنوبي نابلس وأطلق قنابل ضوء وصوت صوب منازل المواطنين قبل انسحابها ونشرها آليات عند نقطة عسكرية مقامة عند مدخل البلدة واقتحمت قريتي تعنك والطيبة في جنين، واندلعت اشتباكات بين مقومين فلسطينيين وقوات الاحتلال قبل انسحاب ها وتوغلت آليات عسكرية إسرائيلية في بلدات رمانة وعانين والطيبة غربي مدينة جنين، ودهمت عدة منازل، واعتقلت فلسطينيا من الطيبة واستهدف مقاومون فلسطينيين قوات الاحتلال بعبوة ناسفة خلال اقتحامها بلدة طمون جنوب طوباس ووقع إطلاق نار استهدف حاجز عورتا العسكري شرقي مدينة نابلس.[271]
- توصلت اللجنة الخاصة التابعة للأمم المتحدة للتحقيق في الممارسات الإسرائيلية إلى أن أساليب الحرب التي ينتهجها الجيش الإسرائيلي في غزة «تتوافق مع الإبادة الجماعية».[272]
- وأعلن حزب الله اللبناني استهداف تجمّعاً لقوات جيش الاحتلال الإسرائيلي عند الأطراف الشرقية لبلدة مركبا بصليةٍ صاروخية وتحقيق إصابات مؤكدة، واستهداف تجمّعاً لقوات جيش الاحتلال بين بلدتي حولا ومركبا شرقاً واستهداف موقع جلّ العلّام الحدودي بصليات صاروخية وأعلن استهدافه قاعدة لوجستية للفرقة 146 في الجيش الإسرائيلي بصلية صاروخية واالقاعدة اللوجستية تقع شمال شرق مستوطنة «نتيف هشايارا» شرقي مدينة نهاريا.[273]
- وزغم الجيش الإسرائيلي أنه ضرب أكثر من 30 موقعا لحزب الله في الضاحية الجموبية لبيروت خلال اليومين الماضيين بما في ذلك مراكز قيادة ومستودعات أسلحة.[274]

## 15 نوفمبر
- أعلنت وزارة الصحة في غزة عن استشهاد 28 فلسطينياً على الأقل وجرح 120 آخرين وصلوا للمستشفيات في 3 مجازر في وغارات إسرائيلية خلال الساعات الـ 24 الماضية في حرب الإبادة الجماعية، مما يرفع حصيلة الشهداء الفلسطينيين في غزة إلى 43,764.[275]
- واعتقلت قوات الاحتلال الإسرائيلي 6 فلسطينيين من مناطق مختلفة بالضفة الغربية بعد مداهمة منازلهما، حيث اعتقلت مواطن من منزله في حي جعيدي في قلقيلية وأربعة شبان في الخليل، ومواطن من شرق مدينة نابلس.[276]
- نقل نشطاء أعلنوا إضرابهم عن الطعام مطالبةً بـ «فك الحصار عن شمال غزك» للمستشفى بعد تدهور حالتهم الصحية.[277]
- استشهد 6 مواطنين[يا] وأصيب آخرون إثر استهدافين متزامنين للاحتلال الإسرائيلي على حي الشيخ رضوان شمالي مدينة غزة، كما أصيب اثنين بعد إلقاء طائرات "كواد كابتر" إسرائيلية قنابل متفجرة على مواطنين قرب "صيدلية أحمد" بالشارع الثالث بحي الشيخ رضوان وسط مدينة غزة.[278]
- استشهد 3 أشخاص بينهم طفلة وامرأة وأصيب آخرون إثر غارات إسرائيلية استهدفت شقة وخيمة تؤوي نازحين في دير البلح وسط قطاع غزة.[279]
- استشهد 3 فلسطينيين بينهم فتاة في غارات منفصلة استهدفت منزلًا وتجمعا لمواطنين شمال شرقي مدينة رفح.[279]
- استشهد 7 فلسطينيين وأصيب آخرون في قصف إسرائيلي استهدف خيمة تؤوي نازحين بمنطقة المواصي غربي مدينة خان يونس.[280]
- استشهاد ثلاثة مواطنين وجرح آخرين في استهداف الطيران المسير الإسرائيلي لمجموعة مواطنين في شارع وادي العرائس في حي الزيتون جنوب مدينة غزة.[280]
- وأعلنت كتائب القسام استهداف 4 آليات إسرائيلية موضحة استهداف دبابة إسرائيلية “ميركفاه 4” بعبوة “شواظ” في شارع دواس غرب مخيم جباليا شمال القطاع ودبابتين من نفس النوع وجرافة عسكرية من نوع “D9” بقذيفتي “الياسين 105” قرب دوار “تل الذهب” ومحيط جمعية التطوير بمدينة بيت لاهيا شمال القطاع والإجهاز على 3 جنود من مسافة صفر في محيط دوار “عباس كيلاني” شمال مدينة بيت لاهيا وقنص جندي إسرائيلي في محيط دوار “عباس كيلاني” شمال المدينة، كما أعلنت قصفها بالاشتراك مع كتائب جهاد جبريل قوات إسرائيلية في محور “نتساريم” بصواريخ “107”.[281]
- أعلن حزب الله اللبناني استهداف قاعدة "طيرة الكرمل" جنوب حيفا بصليةٍ من الصواريخ النوعية واستهداف مستوطنة "ديشون" بصليةٍ صاروخية وقصف تجمّعان لقوات جيش الاحتلال في مستوطنة "مسكاف عام" وثكنة "يفتاح" بصليات صاروخية وتجمّعاً لقوات الاحتلال عند الأطراف الشرقية لبلدة مركبا بصليةٍ صاروخية، وتجمّعاً لقوات الاحتلال عند الأطراف الشرقية (مرتفع كحيل) لبلدة مارون الراس وتجمّعاً آخر في مستوطنة "سعسع" بصليات صاروخية وقصف تجمّعاً لقوات الاحتلال في بلدة مارون الراس بمحلّقة انقضاضية كبيرة وإيقاع إصابات مؤكدة وقال أنه قصف قاعدة "شراغا" (المقر الإداري لقيادة لواء غولاني) شمالي مدينة عكا بصليةٍ صاروخية.[282]
- وزعم الجيش الاسرائيلي أنه ضرب مركز قيادة لحزب الله في محافظة النبطية وقال إن سلاحه الجوي ضرب أكثر من 120 هدفًا لحزب الله في جميع أنحاء لبنان في اليوم الماضي، بما في ذلك مرافق تخزين أسلحة ومراكز قيادة وعدد كبير من منصات إطلاق صواريخ مستخدمة في ضرب شمال إسرائيل.[283]
- وذكرت إذاعة الجيش الإسرائيلي أن وزير الدفاع الإسرائيلي يسرائيل كاتس قرر الموافقة على 7000 أمر تجنيد لليهود الحريديم.[284]

## 16 نوفمبر
- وأفادت وزارة الصحة في غزة باستشهاد 35 فلسطينياً على الأقل وجرح 111 آخرين وصلوا للمستشفيات في 3 مجازر في وغارات إسرائيلية خلال الساعات الـ 24 الماضية في حرب الإبادة الجماعية، مما يرفع حصيلة الشهداء الفلسطينيين في غزة إلى 43,799.[285]
- واستشهد 3 أشخاص وأُصيب آخرون في قصف الاحتلال محيط مسجد مصعب بن عمير في بيت لاهيا شمال غزة.[286]
- أعلنت المقاومة الإسلامية في العراق مهاجمة "هدفاً حيوياً" للاحتلال الإسرائيلي في إيلات (أم الرشراش) ومرةً أخرى هدفاً حيوياً في "إيلات" بالطيران المسيّر ومهاجمة "هدفاً عسكرياً" في شمال إسرائيل بالطيران المسيّر.[287]
- وقال الجيش الإسرائيلي إنه رصد إطلاق نحو 35 صاروخا من لبنان باتجاه الجليل وخليج حيفا، وأفادت "الجبهة الداخلية الإسرائيلية" بإطلاق صفارات الإنذار في أفيفيم ويرؤون وبلدات عدة بالجليل الأعلى.[288]
- أعلنت بلدية خان يونس «توقف إمداد الوقود اللازم لتشغيل مرافق ومضخات المياه والصرف الصحي وآليات جمع النفايات ونقلها».[289]
- واستشهد 3 شبان فلسطينيين وجرح آخرين جراء قصف طائرة مسيّرة تابعة للاحتلال مجموعة من المواطنين في منطقة الجنينة شرق مدينة رفح، واستشهد اثنين آخرون جراء استهدافهما من قبل طائرات الاحتلال الحربية في منطقة خربة العدس شمال المدينة.[290]
- أصدر الجيش الإسرائيلي أمراً بإخلاء سكان مبنيين في حارة حريك،[291] وفي وقت لاحق، ضربت غارة إسرائيلية المنطقة.[292]
- هاجم مستوطنون إسرائيليون منازل فلسطينية بعضها قيد الانشاء في أطراف حي الضباط في بلدة بيت فوريك جنوبي نابلس وأضرموا النيران ثلاث مركبات وعدد من الغرف الزراعية ما أدى لاحتراقها بالكامل جنوبي وطردوا عائلة من منزلها واستولى آخرون على أرض زراعية واعتدوا على عمال ومزارعين فلسطينيين في بلدة يطا جنوب الخليل، وأصيب مواطن برضوض بعد تعرضه للضرب المبرح من قبل المستوطنين.[293]
- استشهد ثلاثة مواطنين، وأصيب آخرون بجروح مختلفة في قصف طائرات الاحتلال الإسرائيلي الحربية منزلاً يعود لعائلة "سمارة" في حي الشجاعية شرق مدينة غزة.[294]
- وأعلن حزب الله استهداف قاعدة "ستيلا ماريس" البحريّة (قاعدة استراتيجية للرصد والرقابة البحريين على مستوى الساحل الشمالي) وشنّ هجوماً جوياً بسربٍ من مسيّرات انقضاضيّة استهدف مقرّ وحدة المهمات البحريّة الخاصة "الشييطت 13" في قاعدة "عتليت" جنوبي مدينة حيفا، واستهداف تجمّعاً لقوّات الجيش الإسرائيلي في ثكنة "دوفيف" بصلية صاروخيّة وتجمّعاً لقوّات الاحتلال شرقي بلدة مارون الراس واستهداف تجمّعاً لقوّات أخرى في مستوطنة "المنارة بصليات صاروخيّة واستهداف مستوطنة "كتسرين" وتجمّع لقوّات الاحتلال في مستوطنة "أفيفيم" بصليات صاروخيّة وشنّ هجوماً جوياً بسربٍ من مسيّرات انقضاضيّة على تجمّعٍ لقوّات إسرائيلية قرب حاجزٍ عسكري في مستوطنة "أفيفيم" وشن بالطائرات الانقضاضية المسيرة هجوماً جوّياً استهدف تجمعاً لقوات الاحتلال في مستوطنة "يرؤون" واستهداف ثكنة راميم «مقر قيادة كتيبة المشاة التابعة للواء الشرقي 769» وقاعدة "شراغا" (المقر الإداري لقيادة لواء غولاني) شمالي مدينة عكا بصليات صاروخية.[295]
- وارتكبت إسرائيل مجزرة بقصفها مدرسة "أبو عاصي" التي تؤوي آلاف النازحين في مخيم الشاطئ غرب مدينة غزة بصاروخين، ما أدى لاستشهاد 10 فلسطينيين وجرح 20 آخرون.[296]
- واقتحمت قوات الاحتلال قوات الاحتلال بلدتي بيت ريما وعابود شمال رام الله، ونعلين، وكفر نعمة، وخربثا بني حارث، ودير جرير في رام الله، واعتقلت بحسب هيئة شؤون الأسرى 12 مواطناً على الأقل بينهم أسرى سابقون خلال دهمها بلدات في الخليل ونابلس وجنين وقلقيلية سلفيت رافقها عمليات تخريب وتدمير واسعة في منازل المواطنين.[297]
- وأعلنت جماعة الحوثيون تنفيذ عملية عسكرية هاجمت فيها “هدفا حيويا” في ميناء إيلات على البحر الأحمر بعدد من الطائرات المسيرة.[298][299]
- استشهد 6 أشخاص بينهم ثلاثة أطفال يبلغ أحدهم 3 سنوات[يب] في غارة إسرائيلية على بلدة الخريطة شرق بعلبك في لبنان وجرح 11 آخرين بجروح من بينهم خمسة أطفال اثنان منهم بحال خطرة".[300]
- وقال الجيش الإسرائيلي إن نحو 65 صاروخا أطلقت من لبنان باتجاه إسرائيل، وإدعى أنه ضرب أكثر من 160 هدفا للمسلحين في لبنان وغزة خلال اليوم الماضي.[301]
- أعلن الجيش الإسرائيلي مقتل جندي إسرائيلي من الكتيبة 13 في لواء غولاني خلال اشتباك مسلح في جنوب لبنان.[302]
- وأعلنت كتائب القسام قصف مستوطنة "سديروت" في غلاف غزة برشقة صاروخية، وفقنص جندياً إسرائيلي في جنوبي حي الزيتون في مدينة غزة، وذلك بالاشتراك مع كتائب الأنصار.[303]

## 17 نوفمبر
- وأفادت وزارة الصحة في غزة باستشهاد 47 فلسطينياً على الأقل وجرح 139 آخرين وصلوا للمستشفيات في 6 مجازر في وغارات إسرائيلية خلال الساعات الـ 24 الماضية في حرب الإبادة الجماعية، مما يرفع حصيلة الشهداء الفلسطينيين في غزة إلى 43846.[304]
- أعلنت كتائب القسام استهداف جرافتين عسكريتين من نوع "D9" بقذيفتي "تاندوم" واستهداف دبابتين إسرائيليتين من نوع "ميركافا" وجرافة إسرائيلية من نوع "D9" بقذائف "الياسين 105" شرق مخيم البريج وسط قطاع غزة، فيما قالت سرايا القدس أنها دمّرت آلية عسكرية إسرائيلية متوغلة قرب من الدوار الغربي غرب بيت لاهيا شمال قطاع غزة بتفجير عبوة من نوع (ثاقب) شديدة الانفجار كانت مجهزة مسبقاً وأنها تخوض اشتباكات بأسلحة رشاشة ومضادة للدروع مع جنود والآليات الإسرائيلية في منطقة الحطبية غرب بيت لاهيا" وقالت كتائب المجاهدين أنها بالاشتراك مع ألوية الناصر صلاح الدين دك تجمعاً لقوات إسرائيلية في محور التقدم شرقي البريج بقذائف الهاون من عيار 60 نظامي.[305]
- أعلن الجيش الإسرائيلي مقتل جنديان إسرائيليان من لواء كفير وإصابة آخر بجروح خطيرة في اشتباك ناري مع عناصر من حماس في بيت لاهيا شمال غزة، مما يرفع حصيلة قتلى الجيش الإسرائيلي في غزة إلى 378.[306]
- واقتحم عشرات المستوطنين الإسرائيليون باحات المسجد الأقصى المبارك في مدينة القدس تحت حماية مشددة من قوات الاحتلال الإسرائيلي، وأدوات طقوس تلموذية.[307]
- واستشهد اثنين من جنود الجيش اللبناني وجرح آخرين في استهداف جيش الاحتلال الإسرائيلي مركزاً للجيش بشكل مباشر في بلدة الماري في قضاء حاصبيا في لبنان.[308]
- أصدر جيش الاحتلال الإسرائيلي أوامر إخلاء لثلاث مناطق في الضاحية الجنوبية بيروت بما في ذلك برج البراجنة والشياح،[309] ولاحقًا شن غارات استهدفت منطقة برج البراجنة و«مبنى سكنيًا قرب كنيسة مار مخايل في الشياح» في منطقة الحدث في محيط الضاحية وغارة إسرائيلية أخرى استهدفت مبنى سكني من 12 طابق في نفس المنطقة حيث تدمر المبنى بالكامل واستهدف بغارة آخرى مبنى سكنياً في منطقة الجاموس.[310]
- أعلن حزب الله اللبناني استهداف ثكنة "معاليه غولاني" (مقر قيادة لواء حرمون 810) بصليةٍ صاروخية واستهداف تجمعاً لقوات جيش الاحتلال الإسرائيلي عند الأطراف الجنوبية لبلدة الخيام بصلية صاروخيّة وتجمعاً لقوات أخرى عند الأطراف الجنوبية الغربية لبلدة شمع بقذائف المدفعية واستهداف منطقة الكريوت شمالي مدينة حيفا بصليةٍ صاروخيّة.[311]
- وأعلنت جماعة الحوثيون تنفيذ عملية عسكرية نوعيةً ضد عدد من أهداف عسكرية وحيوية إسرائيلية في منطقتي يافا وعسقلان في «إسرائيل» بالطائرات المسيرة، وأنها حققت أهدافها بنجاح.[312][313]
- وارتكبت إسرائيل مجزرة بقصف طائرات الاحتلال الحربية الاحتلال قصف بطائراته الحربية منازل مأهولة بالسكان في مشروع بيت لاهيا أسفرت إحدى الغارات على منزلًا لعائلة "غباين" من 5 طوابق يؤوي عائلات نازحة عن استشهاد 50 فلسطينيًا وجرح آخرون وغارة أخرى على لعائلة "عبد العاطي" عن استشهاد 15 شحصًا في حصيلة أولية.[314]
- واستشهد 6 فلسطينيين[يج] في غارة إسرائيلية استهدفت مجموعة من عناصر الشرطة الفلسطينية بالقرب من سوق الفزب جنوبي مدينة خانيونس.[315]
- وقصف طائرات إسرائيلية منزلًا يعود لعائلة "عقل" في بلوك 9 في مخيم البريج مما أسفر عن استشهاد 10 فلسطينيين، كما استشهدت فلسطينية وأصيب آخرون في قصف منزل يعود لعائلة "المقادمة" في بلوك 7 بالمخيم، واستشهد اثنين في قصف إسرائيلي استهدف مدخل البريج قرب معرض حجازي في المخيم.[316]
- وإدعى الجيش الإسرائيلي أنه قتلت مئات المسلحين خلال عملياتها في بيت لاهيا وبيت حانون وجباليا.[317]
- واستشهد محمد عفيف مسؤول العلاقات الإعلامية في حزب الله في قصف الاحتلال الإسرائيلي على مبنى في منطقة رأس النبع في وسط بيروت.[318]

## 18 نوفمبر
- وأفادت وزارة الصحة في غزة باستشهاد 76 فلسطينياً على الأقل وجرح 158 آخرين وصلوا للمستشفيات في 4 مجازر في وغارات إسرائيلية خلال الساعات الـ 24 الماضية في حرب الإبادة الجماعية، مما يرفع حصيلة الشهداء الفلسطينيين في غزة إلى 43,922.[319]
- أعلنت المقاومة الإسلامية في العراق مهاجمة "هدفاً حيوياً" في إيلات (أم الرشراش) بالطيران المسيّر.[320]
- استشهد 4 فلسطينيين بينهم طفلان، وإصابة آخرين جراء استهداف طائرة إسرائيلية خيمة تؤوي نازحين في منطقة العطار في مواصي خان يونس.[321]
- وقال جهاز الدفاع المدني الفلسطيني بغزة أن 70 ألف فلسطيني في شمال قطاع غزة مهددون فعليا بالموت جوعا وعطشا.[322]
- وقالت كتائب القسام إن مقاتليها قنصوا 5 جنود إسرائيليين في منطقة الجواني وسط مدينة بيت لاهيا شمال القطاع.[323]
- استشهد 17 فلسطينيًا في غارة للاحتلال الإسرائيلي على منزل قرب مستشفى كمال عدوان شمالي قطاع غزة.[323]
- شنت قوات الاحتلال اقتحامات واعتقالات بالضفة الغربية واعتقلت 5 في فلسطينيين، حيث أصيب عدة مواطنين بحالات اختناق في إطلاق قوات الاحتلال لقنابل غاز مدمع وقنابل صوت واعتقلت شابان في اقتحامها بلدة الخضر جنوب مدينة بيت لحم، واقتحمت بلدة الرام شمال مدينة القدس المحتلة، وأطلق قنابل غاز تجاه محال تجارية ومركبات واقتحمت قوة إسرائيلية بلدتي سِنجل وسلواد شمال وشرق مدينة رام الله، وشنت مداهمات لمنازل المواطنين في قرية المغير واقتحمت قوات الاحتلال قرية بيت فوريك شرق مدينة نابلس واعتقلت شابين من داخل صالون للحلاقة واقتحمت قوات الاحتلال بلدتي سبسطية وبيتا في نابلس واقتحمت بلدة جَبَع جنوب مدينة جنين واعتقلت شاب وانتشرت بشوارع البلدة وسط مواجهات، واندلعت اشتباكات بين مقومين فلسطينيين والقوات في مخيم بلاطة شمالي الضفة وجرح شخصان إصابة خطيرة جراء قصف مبنى في اامخيم، واقتحم جيش الاحتلال قرية جيت شرق مدينة قلقيلية.[324]
- استشهد 7 فلسطينيين وجرح 10 آخرين بينهم ثلاثة أطفال وامرأتين بعد قصف الاحتلال منزلاً في محيط شارع الجلاء غرب مدينة غزة.[325]
- استولت قوات الاحتلال الإسرائيلي على خمس مضخات مياه وثلاث محولات كهرباء، و30 لوحا للخلايا الشمسية لمزارعين في قرية الدير بالأغوار الشمالية في الضفة الغربية، مما يجعل قرابة 600 دونم مزروعة بالعنب والذرة دون مصدر مياه.[326]
- اقتحمت قوات الاحتلال الإسرائيلي بلدة زرافات شمال غرب القدس المحتلة وأمنت عملية هدم لخمس منشآت في أراضي بلدة الجديرة المحاذية لها وهي ملعبين لكرة القدم لعائلة "عايدي" واستوديو وحديقة تصوير “ميرال” لمواطن من بلدة بيت سوريك وهدمت منشآت تجارية رياضية.[327]
- وقالت وزارة الداخلية الفلسطينية في حكومة غزة إن أكثر من 20 فلسطينيا ممن سمتهم "عصابات لصوص شاحنات المساعدات" قتلوا في عملية أمنية نفذتها أجهزة الشرطة بالتعاون مع لجان عشائرية وأن "العملية الأمنية اليوم لن تكون الأخيرة، وهي بداية عمل أمني موسع تم التخطيط له مطولا، وسيتوسع ليشمل كل من تورط في سرقة شاحنات المساعدات".[328]
- وأطلق حزب الله نحو 60 صاروخا من لبنان إلى شمال إسرائيل اليوم حتى الآن، بحسب الجيش الإسرائيلي.[329]
- وقتلت إمرأة وأصيب 10 آخرون بعد إصابة صاروخ أطلقه حزب الله مبنى متعدد الطوابق في مدينة شفاعمرو، كما أدت هجمات صاروخية منفصلة على شمال إسرائيل إلى إصابة شخصين.[330][331]
- وأعلنت كتائب القسام استهداف دبابة إسرائيلية من نوع "ميركافا" بقذيفة "الياسين 105" في منطقة الجمعية الإسلامية وسط مدينة بيت لاهيا شمال قطاع غزة، واستهداف قوة إسرائيلية راجلة من 12 جندياً بقذيفة مضادة للأفراد في منطقة المنطقة، كما قالت سرايا القدس أنها قصفت بقذائف الهاون النظامي (عيار الـ 60) جنود وآليات الاحتلال وسط مدينة بيت لاهيا شمال القطاع وتجمعاً لجنود الاحتلال المتمركزين عند الحدود الفلسطينية المصرية جنوبي مدينة رفح وأنّها دمرت آلية عسكرية إسرائيلية متوغلة قرب "القرعة الخامسة" في منطقة العطاطرة غرب المدينة بتفجير عبوة ثاقب البرميلية شديدة الانفجار كانت مزروعة مسبقاً.[332]
- استشهد خمسة أشخاص وجرح 24 آخرين بجروح في غارة إسرائيلية على منطقة زقاق البلاط وسط العاصمة بيروت اللبنانية.[333][334]

## 19 نوفمبر
- وأفادت وزارة الصحة في غزة باستشهاد 50 فلسطينياً على الأقل وجرح 110 آخرين وصلوا للمستشفيات في 3 مجازر وغارات إسرائيلية خلال الساعات الـ 24 الماضية في حرب الإبادة الجماعية، مما يرفع حصيلة الشهداء الفلسطينيين في غزة إلى 43,972.[335]
- أعلنت المقاومة الإسلامية في العراق مهاجمة "هدفاً حيوياً" في جنوب «إسرائيل» بالطيران المسيّر.[336]
- استشهد طفل فلسطيني (12 عامًا) برصاص قوات الاحتلال الإسرائيلي في مخيم قلنديا شمال مدينة القدس المحتلة، واقتحمت قوات الاحتلال أمس بلدة الرام شمالي القدس، فيما اعتقلت شابًا ونكلت به على حاجز جعب في المدينة.[337]
- أحرقت قوات الاحتلال منزلاً قرب جامع الأنصار في مخيم جنين حيث واصلت اقتحامه ومناطق في المدينة، ومنعت طواقم الدفاع المدني للوصول إليه لإخماد الحريق، وأصيب شاب فلسطيني (33 عاماً) بالرصاص الحي بالبطن لشاب في جنين، وحاصرت قوات خاصة إسرائيلية منزلًا في قرية الشهداء جنوب مدينة جنين بعد دهمها عدة منازل وتحويل بعضها لثكنات عسكرية، ونشرت قناصة على أسطح عدد من البنايات داخل المدينة والمخيم، فيما قالت سرايا القدس- كتيبة جنين إن مقاتليها مع تشكيلات أخرى اشتبكوا مع القوات المقتحمة، وأنها فجرت عبوات محلية الصنع بآليات الاحتلال العسكرية محققة إصابات مباشرة واستهدفت جرافة عسكرية للاحتلال في محور المقبرة بعبوة شديدة الانفجار، واعتقلت جيش الاحتلال مواطنا ونجله من بلدة برطعة غرب مدينة جنين وداهمت منزل مواطن واعتدت على عائلته بالضرب، واقتحمت قرية سالم شرق نابلس ودهمت عدة منازل، واقتحمت قرية سكاكا في نابلس ودهمت منزل قيادي وأسير في حماس.[338]
- أقدمت قوات الجيش الإسرائيلي على هدم مسجد الشياح في بلدة جبل المكبر بمدينة القدس، المقام قبل 20 عاماً على مساحة تقدر بـ 80 مترا مربعًا ويتكون من طابق واحد وساحة خارجية.[339][340]
- استشهد فلسطينيان وجرح آخرون في قصف إسرائيلي على منزل في حي الصبرة جنوبي مدينة غزة.[341]
- وأعلن حزب الله اللبناني استهداف مستوطنة كريات شمونة بصليةٍ صاروخيّة واستهداف طائرة مسيّرة إسرائيليّة من نوع "هرمز 450" في أجواء بلدة الطيبة بصاروخ أرض – جو، وإسقاطها وإحراقها.[342]
- استشهاد رضيع فلسطيني إثر قصف مدفعي إسرائيلي استهدف منزل شمالي مخيم النصيرات وسط قطاع غزة،[341] كما واستشهد 4 مواطنون مدنيون وأصيب آخرون بقصف الاحتلال "بسطة" في مخيم 2" بمنطقة النصيرات.[343]
- واستشهد الشاب محمود سليم المدهون بعد إطلاق النار عليه من طائرة كواد كابتر في بيت لاهيا شمال غزة.[343]
- وأعلن حزب الله استهداف قاعدة تدريب للواء المظليين في مستوطنة "كرميئيل" بصليةٍ صاروخيّة واستهداف مدينة صفد بصليةٍ صاروخيّة وتجمعين لقوّات جيش الاحتلال الإسرائيلي في مستوطنة "المنارة" ومستوطنة كفار بلوم بصليةٍ صاروخيّة وتجمعاً لقوّات أخرى في مستوطنة "أفيفيم" بصليةٍ صاروخيّة.[344]
- وأصيب 4 أشخاص جراء سقوط صواريخ على وسط «إسرائيل» وإصابة آخر في كرمئيل.[345]
- وأعلنت كتائب القسام استهداف قوات للاحتلال في محور "نتساريم" وأعلنت سرايا القدس قصفها بقذائف الهاون تجمع لجنود وآليات الاحتلال الإسرائيلي في محيط نادي خدمات جباليا وسط مخيم جباليا شمال القطاع وقصف بعدد من قذائف الهاون النظامي (عيار 60) تحشدات إسرائيلية في جنوب منطقة جحر الديك وسط القطاع وسيطرتها على 3 مسيرات إسرائيلية خلال تنفيذها مهام استخبارية في سماء خان يونس.[346]
- أعلن حزب الله استهداف تجمعين لقوات الاحتلال عند الأطراف الجنوبية لبلدة مارون الراس بصليتين صاروخيتين، واستهداف تجمع أخر في شمالي البلدة بصلية من الصواريخ واستهداف منزلاً يتحصّن فيه جنود إسرائيليون شمال مارون الراس بصاروخ موجّه وإيقاعهم بين قتيل وجريح، واستهداف تجمعاً لقوات الاحتلال في شرق بلدة الخيام بصلية صاروخية وتجمع آخر في بوابة العمرا عند الأطراف الجنوبية بصلية أخرى من الصواريخ، وتجمعاً لقوات الاحتلال عند الأطراف الجنوبية لبلدة شمع بقذائف المدفعية وتجمعات في الأطراف الجنوبية لبلدة البياض بصلية صاروخية واستهدف محلّقةً إسرائيليةً في أجواء بلدة الطيبة وإسقاطها واستهداف تجمعات لقوات الاحتلال في مستوطنة "سعسع" ومستوطنة "المالكية" وثكنة "راميم" بصليات صاروخية قصف قاعدة "غليلوت" مقرّ وحدة الاستخبارات العسكرية "8200" في ضواحي "تل أبيب" بالصواريخ وشنّت هجوماً جوياً بسرب من مسيّرات انقضاضية على قاعدة رمات ديفيد الجوية جنوبي شرقي حيفا واستهداف منطقة الكريوت شمالي حيفا بصلية صاروخية.[347]
- أعلنت القوات المسلحة اليمنية التابعة لجماعة الحوثيون تنفّيذ عملية استهدفت سفينة "Anadolu S" في البحر الأحمر بعدد من الصواريخ الباليستية والبحرية بسبب «عدم استجابتها لتحذيرات القوات البحرية وانتهاك الشركة المالكة لها قرار حظر دخول موانئ فلسطين المحتلة».[348]
- قُتل جندي احتياطي من وحدة اللوجستيات في لواء جولاني وأصيب ثلاثة آخرون بجروح خطيرة في غارة لطائرة بدون طيار تابعة لحزب الله في جنوب لبنان، مما رفع حصيلة قتلى جيش الاحتلال الإسرائيلي منذ غزو لبنان إلى 53.[349]
- وزعم الجيش الإسرائيلي أنه نفذ أكثر من 150 غارة ضد "أهداف لحزب الله" في مختلف أنحاء لبنان بما في ذلك 25 مستودعا للأسلحة ونحو 30 منصة لإطلاق الصواريخ منذ 17 نوفمبر/تشرين الثاني.[349]
- وقالت وزارة الصحة الفلسطينية في قطاع غزة أن الاحتلال الإسرائيلي “يتعمد استهداف الطواقم الطبية" مبينًا أنه أعدم أكثر من 1000 طبيب وممرض وكادر من الكوادر الصحية منذ 7 أكتوبر 2023.[350]
- قالت قوات اليونيفيل إن أربعة من جنود حفظ السلام الغانيين أصيبوا عندما أصاب صاروخ أطلقه على الأرجح "جهات غير حكومية" قاعدتهم في جنوب لبنان.[351]
- استشهد 3 جنود من الجيش اللبناني وجرح 8 مدنيين في غارة إسرائيلية على بلدة الصرفند جنوبي لبنان قرب مركز للجيش اللبناني.[352]

## 20 نوفمبر
- وأفادت وزارة الصحة في غزة باستشهاد 13 فلسطينياً على الأقل وجرح 80 آخرين وصلوا للمستشفيات في مجزرتين وغارات إسرائيلية خلال الساعات الـ 24 الماضية في حرب الإبادة الجماعية، مما يرفع حصيلة الشهداء الفلسطينيين في غزة إلى 43985.[353]
- أفيد باستشهاد 12 وإصابة آخرين إثر استهداف طيران الاحتلال الإسرائيلي منزلا لعائلة "جودة" في جباليا البلد شمال قطاع غزة.[354]
- استشهد فلسطينيان وجرح آخرين معظهم أطفال في قصف إسرائيلي على منزل في حي الزيتون جنوب مدينة غزة، واستشهد أحد أفراد طواقم الدفاع المدني وأصيب آخرون بعد قصف إسرائيلي آخر استهدف حي الصبرة جنوبي مدينة غزة.[355]
- أصدر الجيش الإسرائيلي مذكرة أوامر اعتقال بحق 1126 من اليهود المتشددين (الحريديم) بسبب عدم حضورهم لمراكز التجنيد، من أصل 3000 من الذين تلقوا أوامر التجنيد.[356]
- واستشهد عسكري من الجيش اللبناني وجرح آخرين إثر استهداف الاحتلال آلية تابعة للجيش على طريق برج الملوك - القليعة في جنوبي لبنان، فيما استشهد شخصان من جراء غارة للاحتلال على منزل في بلدة معركة، ونفذت طائرات الاحتلال غارة على منزل في بلدة عين بعال، وغارة على منطقة القليلة في قضاء صور.[357]
- قُتل جندي إسرائيلي من كتيبة نحشون التابعة للواء كفير، فيما أصيب قائد كتيبة نحشون بجروح خطيرة أثناء القتال في شمال غزة.[358]
- واستشهد 3 أشخاص في استهداف الاحتلال الإسرائيلي مجموعة مواطنين في خربة العدس بمدينة رفح جنوب قطاع غزة، واستشهد 7 مواطنين في قصف طائرات الاحتلال منطقة شارع العطار جنوب المواصي غرب مدينة خان يونس جنوب القطاع.[359]
- استشهد 6 مواطنين فلسطينيين وأصيب آخرون في قصف الاحتلال مدرسة خالد بن الوليد التي تؤوي نازحين في مخيم 2 جنوب النصيرات وسط قطاع غزة، واستشهد 3 آخرين بينهم طفلان في قصف مدفعية الاحتلال مركز إيواء داخل مدرسة عوني الحرثاني شمال غزة.[359]
- أعلن حزب الله اللبناني شنّ هجوماً جويّاً بسربٍ من مُسيّرات انقضاضيّة على قاعدة لوجستية للفرقة 146 في جيش الاحتلال الإسرائيلي شمالي بلدة الشيخ دنون شرقي "نهاريا" وشنّ هجوماً جويّاً بسربٍ من مُسيّرات انقضاضيّة على قاعدة "شراغا" (المقر الإداري لقيادة لواء غولاني) شمالي مدينة عكا واستهداف مدينة صفد بصليةٍ صاروخية واستهداف تجمّعات الاحتلال الإسرائيلي جنوبي مدينة الخيام بصليةٍ صاروخية وتجمّعاً لقوّات جيش الاحتلال الإسرائيلي في موقع المرج (في محيط وادي هونين) المقابل لبلدة مركبا بصليةٍ صاروخيّة وتجمّعاً لقوّات جيش الاحتلال في موقع جل الدير مقابل بلدة مارون الراس وتجمعاً عند الأطراف الجنوبيّة لبلدة شمع بقذائف المدفعية وصليات صاروخية.[360]
- أعلنت كتائب القسام استهداف دبابة "ميركافا" وناقلة جند إسرائيليتين بقذيفتي "الياسين 105" في منطقة أصلان غربي مدينة بيت لاهيا شمالي قطاع غزة، فيما نشر الإعلام الحربي لسرايا القدس مشاهد توثّق استهدافها مع قوات الشهيد عمر القاسم لـ «تحشدات الاحتلال في مخيم جباليا، ومحور نتساريم بقذائف الهاون» وأعلنت كتائب الأقصى استهداف تجمّعاً لجنود الاحتلال وآليات عند محيط نادي خدمات جباليا شمال القطاع بقذائف الهاون عيار "60" النظامي وأعلنت كتائب المجاهدين تفجير عبوة ناسفة من نوع "حميم" شديدة الانفجار في دبابة "ميركافا" في منطقة النعنع في حي القصاصيب وسط مخيم جباليا.[361]
- وقال مدير مستشفى كمال عدوان الطبي أن مسن توفي بسبب الجفاف وسوء التغذية وأن المستشفى لا يزال يخضع للحصار الشديد من قوات الاحتلال التي لا تسمح بإدخال أي شيء من دواء وطواقم وطعام ومركبات إسعاف وتمنع خدمة الدفاع المدني.[362]
- وزعم الجيش الإسرائيلي أنه هاجم أكثر من "100 هدف لحزب الله" في لبنان بما في ذلك منصات إطلاق ومنشآت تستخدم لتخزين الأسلحة ومراكز قيادة ومنشآت عسكرية قبل يوم واحد، وإدعى أن سلاح الجو الإسرائيلي قتل قادة وحدة الصواريخ المضادة للدبابات ووحدة العمليات في المنطقة الساحلية في 17 نوفمبر.[363]
- استشهد 36 شخصًا وجرح 50 آخرون في غارات اسرائيلية استهدفت مدينة تدمر وسط سوريا.[364][365][366]
- واستخدمت الولايات المتحدة حق النقض ضد قرار في مجلس الأمن التابع للأمم المتحدة لوقف إطلاق النار في غزة، وصوت المجلس المكون من 15 عضوا على قرار تقدم به 10 أعضاء غير دائمين.[367][368]
- وقُتل جندي احتياطي من وحدة ماجلان إثر انهيار مبنى في جنوب لبنان.[369]
- استشهد 15 فلسطينيًا وأصيب 14 آخرون في مجزرة جراء قصف قوات الاحتلال الإسرائيلي منزلًا لعائلة "العروقي" مكونًا من خمسة طوابق في حي الشيخ رضوان شمال غربي غزة، فيما أفيد بإستشهاد 7 آشخاص في استهداف طيران الاحتلال خيمة تأوي نازحين في منطقة بئر 19 بخانيونس.[370]

## 21 نوفمبر
- وأفادت وزارة الصحة في غزة باستشهاد 70 فلسطينياً على الأقل وجرح 176 آخرين وصلوا للمستشفيات في 5 مجازر وغارات إسرائيلية خلال الساعات الـ 24 الماضية في حرب الإبادة الجماعية، مما يرفع حصيلة الشهداء الفلسطينيين في غزة إلى 44,056.[371]
- أعلنت وزارة الصحة اللبنانية عن استشهاد 25 شخصا وجرح 121 في غارات إسرائيلية على لبنان في اليوم السابق.[372]
- أعلنت المقاومة الإسلامية في العراق مهاجمة هدفاً عسكرياً للاحتلال الإسرائيلي في جنوبي «إسرائيل» بالطيران المسيّر، ونشر الإعلام الحربي لها مشاهد توثّقها، وكانت أعلنت تنفيذ عمليةً أخرى ضدّ "هدف عسكري" آخر في شمالي إسرائيل بالطيران المسيّر.[373]
- قال مكتب الإعلام الحكومي بغزة أن جيش الاحتلال الإسرائيلي» ارتكب أربع مجازر وحشية بقصف حي سكني في محيط مستشفى كمال عدوان في شمالي قطاع غزة، ومجازر أخرى في مناطق أبو إسكندر بمحافظة غزة ومخيم النصيرات بالمحافظة الوسطى وفي خانيونس جنوبي القطاع، راح ضحيتها 112 شهيداً بينهم 64 طفلاً وامرأة و22 مفقوداً، وأكثر من 128 مصاباً.[374]
- واستشهد 66 فلسطينًا معظمهم أطفال ونساء وجرح أكثر من 100 آخرين في قصف إسرائيلي على حي سكني بمحيط مستشفى كمال عدوان في بيت لاهيا شمال قطاع غزة، وقال مدير مستشفى كمال عدوان أن هناك 200 شخص تحت الأنقاض لم يتم انتشالهم بين شهيد وجريح ومفقود.[375]
- استشهد الشاب «جهاد رأفت قاطوني» متأثرًا بجراحه برصاص قوات الاحتلال الإسرائيلي خلال اقتحامها مخيم العين ومنطقة زواتا غرب نابلس، كما اعتقلت ثلاثة مواطنين خلال اقتحامها أحياء عدة من نابلس بعد مداهمة منازلهم.[376]
- واستشهد 3 أشخاص بينهم طفلان شقيقان وأصيب آخرون بقصف إسرائيلي جوي استهدف مواطنين في مدينة غزة، حيث استشهد فلسطيني وجرح آخرين بقصف استهدف تجمعا لمواطنين بحي الشيخ رضوان في المدينة واستشهد طفلان شقيقان جراء استهداف جوي إسرائيلي بحي التفاح بالمدينة.[377]
- واستشهد 4 أشخاص[يد] في غارة إسرائيلية استهدفت منطقة قاع القرين جنوب شرق خانيونس، واستشهد 3 آخرين في قصف الاحتلال منزلًا في محيط مستشفى العودة بمخيم النصيرات فيما أصيب 5 مواطنين في غارة جوية إسرائيلية استهدفت خيمة للنازحين خلف مخبز البنا في منطقة البصة بمدينة دير البلح وسط القطاع.[377]
- واستشهد 3 فلسطينيين وأصيب آخرون بجروح في قصف إسرائيلي استهدف منطقة ميراج شمالي مدينة رفح.[378]
- اعلنت كتائب القسام أنها تمكنت من الاجهاز على 15 جندياً اسرائيلياً من نقطة صفر خلال اشتباك في في منطقة ميدان بيت لاهيا شمال قطاع غزة.[379] وأعلنت استهداف دبابة إسرائيلية نوع "ميركافا" بقذيفة "تاندوم" بالقرب من منطقة «الصفطاوي» غرب معسكر جباليا، شمالي القطاع، وأعلنت سرايا القدس استهدافها مع كتائب أبو علي مصطفى جنود الاحتلال الإسرائيلي وموقع أبو عريبان في محور "نتساريم" بقذائف الـهاون.[380]
- أصدر الجيش الإسرائيلي أمرين بإخلاء سكان مناطق الحدث وحارة حريك في لضاحية الجنوبية لبيروت بما في ذلك أمر يركز على ثلاثة مبان،[381] وقد ضربت 12 غارة إسرائيلية على الأقل بعدها حارة حريك.[382]
- أصدر الجيش الإسرائيلي أوامر إخلاء لسكان صور، وكذلك قرى برج الشمالي، ومعشوق، والحوش في قضاء صور للانتقال إلى شمال نهر الأولي، ثم قصفت الطائرات الحربية الإسرائيلية الحوش وصور.[377]
- قدم السيناتور بيرني ساندرز ثلاثة قرارات في مجلس الشيوخ الأمريكي لوقف بيع بعض الأسلحة الأمريكية لإسرائيل والتي فشلت في المرور، حيث حصلت على 20 صوتًا من بين أعضائها البالغ عددهم 100 عضو.[383]
- واستشهد نحو 40 شخصًا وجرح 30 آخرين حصيلة 18 غارة استهدفت مناطق البقاع الشمالي، حيث استشهد 6 أشختص من عائلة واحدة في بلدة مقنة، و8 آخرين في بلدة عمشكة وغارة إسرائيلية واستهدفت غارة مفرق بلدة بريتال، وغارة أخرى على منزل لآل علاء الدين في بلدة نبحا في البقاع الشمالي أدت لاستشهاد 11 شخصًا، و3 في قرية مصنع الزهرة غربي بعلبك، وطالت غارات بلدات في محافظة بعلبك-الهرمل وهي يونين بيت شاما، جرود نحلة، بريتال، مقنة، السفري، جرد بوداي، فلاوه، بيت مشيك، نبحا، عمشكة، الطيبه، حوش الرافقه وقلد السبع.[384]
- أعلن حزب الله اللبناني استهداف تجمّعاً لقوّات جيش الاحتلال عند بوابة العمرا جنوبي بلدة الخيام وتجمعاً أخر شرق البلدة بصليات صاروخية، وتجمّعاً لقوّات جيش الاحتلال في موقع "هضبة العجل" شمالي مستوطنة "كفار يوفال" بصلية صاروخيّة.[385] وأعلن شنّ هجوماً جوياً بسربٍ من مُسيّرات انقضاضيّة على قاعدة حيفا البحريّة شمال مدينة حيفا واستهداف قاعدة "حتسور" الجوية شرقي مدينة إسدود بصلية من صواريخ نوعية وقاعدة "شراغا" (المقر الإداري لقيادة لواء غولاني) شمالي مدينة عكا مرتين بصليات صاروخية، وقال أنه تصدى لطائرة مُسيّرة إسرائيليّة من نوع "إلبت هرمز 900" في أجواء القطاع الغربي بصاروخ أرض – جو وأجبرها على المغادرة واستهداف موقع الإنذار المُبكر "يسرائيلي" في مركز جمع استخباري رئيسي يتبع لفرقة الجولان 210 على قمّة جبل الشيخ في الجولان المُحتل بصليةٍ صاروخيّة ووشنّ هجوماً جوياً بسربٍ من مُسيّرات انقضاضيّة على تجمعٍ لقوات جيش الاحتلال عند الأطراف الشرقية لمدينة الخيام وأصابت أهدافها بدقّة.[386]
- وأدى هجوم صاروخي من لبنان إلى مقتل رجل في نهاريا.[387]
- وإدعى الجيش الإسرائيلي أنه قتل تسعة مسلحين خلال غارة استمرت يومين في جنين، وزعم أن القتلى كانوا مشاركين في هجمات على بلدات إسرائيلية أو مواقع للجيش الإسرائيلي أو جنود وأنه دمر عشرات المتفجرات وأربعة مختبرات متفجرة، واعتقل عدة أشخاص يشتبه في ضلوعهم في أنشطة متشددة.[388]
- أصدرت المحكمة الجنائية الدولية مذكرات اعتقال بحق رئيس الوزراء الإسرائيلي بنيامين نتنياهو ووزير الدفاع الإسرائيلي السابق يوآف غالانت وقائد كتائب القسام محمد الضيف.[389][390]
- أعلنت المقاومة الاسلامية في العراق أنها ضربت "هدفاً عسكرياً" إسرائيلي في جنوب "إسرائيل" بالطيران المسيّر.[391]

## 22 نوفمبر
- أصيب 15 طفلا وامرأة بحالات تسمم بعد تناولهم معلبات غذائية تركها جيش الاحتلال الإسرائيلي شرق مدينة غزة.[392]
- وأصيب 7 من الكوادر الطبية جراء قصف طائرات الاحتلال المسيرة مستشفى كمال عدوان في بيت لاهيا شمال غزة.[393]
- استشهد 3 أشخاص -بينهم إمرأة وطفلتان- جراء قصف الإسرائيلي استهدف خيمة تؤوي نازحين بالمواصي غربي خان يونس في جنوب قطاع غزة.[394]
- أصدرت الجيش الإسرائيلي أوامر إخلاء في قرى الطيبة وعدشيت القصير ودير سريان جنوب لبنان ومنطقتي المعشوق وبرج الشمالي في قضاء صور، ومنطقة الحدث وحارة حريك في الضاحية الجنوبية لبيروت،[395] ولاحقاً شن، غارات على الضاحية الجنوبية مستهدفاً حارة حريك والحدث والكفاءات، كما شن عدة غارات على قرى في جنوب لبنان منها أطراف بلدات زبدين وشوكين وحاروف ومنطقة الجبل الأحمر بين حاروف وجبشيت وشوكين، لقصف مدفعي للمرة الأولى منذ حرب لبنان 2006.[396]
- وأعلن حزب الله استهداف دبابة "ميركافا" في محيط قلعة شمع بصاروخٍ موجّه، وتدميرها وإيقاع طاقمها بين قتيل وجريح واستهداف تجمعاً لقوات جيش الاحتلال الإسرائيلي عند الأطراف الشرقية لبلدة الخيام مرتين بصليةٍ صاروخية.[397]
- استشهد 8 فلسطينيين وأُصيب آخرون بقصف الاحتلال الإسرائيلي منزلاً لعائلة "أبو عصر" بشارع النزاز بحي الشجاعية شرق مدينة غزة، واستشهد اثنين في قصف طيران الاحتلال المروحي منزلاً لعائلة "أبو سمرة" في دير البلح، كما استشهد 5 آخرين وأُصيب آخرون في قصف طائرات الاحتلال منزلاً لعائلة الهور شمال مخيم النصيرات وسط القطاع.[398]
- وإدعى الجيش الإسرائيلي وجهاز الأمن الداخلي الإسرائيلي (الشاباك) أنهما قتلا "خالد أبو دقة"، قائد وحدة الصواريخ التابعة لحركة الجهاد الإسلامي، والمسؤولة حسب زعمهم عن إطلاق الصواريخ باتجاه إسرائيل خلال هجوم السابع من أكتوبر وخلال الحرب، وأنه شارك بالعديد من الهجمات الأخرى على إسرائيل وجنود إسرائيليين في غارة على دير البلح، كما زعم الجيش الإسرائيلي أنه كان يعمل انطلاقًا من المنطقة الإنسانية التي حددتها إسرائيل في دير البلح.[399]
- وإدعى الجيش الإسرائيلي وجهاز الشاباك أنهم قتلا خمسة من نشطاء حماس، من بينهم جهاد محمود يحيى الكحلوت قائد سرية النخبة، ومحمد رياض علي عوكل، قائد سرية حماس الذي شارك في هجوم 7 أكتوبر في غارة جوية على بيت لاهيا قبل يوم واحد، بالموازة مع مجازر في بيت لاهيا أسفرت عن استشهاد 112 شخصًا، من بينهم 64 طفلاً وامرأة.[400]
- وأعلنت كتائب القسام تنفيذ عملية مركبة ضد جنود وآليات إسرائيلية قرب مفترق برج عوض بمدينة رفح جنوب قطاع غزة، وأوضحت أنها رصدت عدداً من جنود الاحتلال في المكان وقنص 4 منهم ببندقية "الغول" القسامية وأكدت مقتل جنديين، وفور وصول دبابة "مركفاه" إسرائيلية لإنقاذهم تم استهدافها بقذيفة "الياسين 105" وبعدها رصد تقدم جرافة عسكرية لسحب الدبابة المحترقة استهدفتها بقذيفة "الياسين 105"، وقالت أنها استهدفت قوة إسرائيلية تحصنت داخل منزل بقذيفة "TBG" وإيقاع أفرادها بين قتيل وجريح في شارع الصفطاوي غرب مدينة جباليا شمال القطاع.[401]
- اقتحمت قوات الاحتلال الإسرائيلي البلدة القديمة وسط نابلس، َواندلعت اشتباكات مع مقاومين فلسطينيين هاجموهم بالرصاص والعبوات الناسفة لاقتحام قوات الاحتلال، وتم استهداف قوة عسكرية بوابل من الرصاص عند دوار الغاوي في نابلس، واندلعت مواجهات بين شبان وقوات الاحتلال بعد اقتحامها الليلة الماضية بلدة سبسطية شمال غرب نابلس، واعتقلت أربعة شبان من عدة منازل لمواطنين في اابلدة، واقتحمت مخيم الجلزون شمال مدينة رام الله، وبلدة بيتونيا غرباً، واقتحمت بلدتي عنبتا شرق طولكرم، وعلار شمال المحافظة بعدة آليات عسكرية، وقالت فصائل للمقاومة الفلسطينية أنها استهدفت آلية عسكرية إسرائيلية بعبوة ناسفة محلية الصنع خلال اقتحامها بلدة عنبتا، واندلعت مواجهات في بلدة تقوع جنوب شرق بيت لحم وأصيب عدة مواطنين بالاختناق خلال اقتحام بلدة الخضر جنوب المحافظة، واقتحمت القوات بلدتي نعلين وبدرس غرب رام الله، ونصبت حاجزًا على طريق قريتي كفرنعمة وراس كركر.[402]
- أعلن الجيش الإسرائيلي مقتل جندي من كتيبة تزابار التابعة للواء جفعاتي خلال اشتباكات في شمال قطاع غزة، ما يرفع حصيلة قتلاه المعلن منذ الهجوم البري لغزة مع القطاع إلى 380 قتيلاً.[403]
- استشهد 3 مسعفين لبنانيين وأصيب 3 آخرون في غارة إسرائيلية على بلدة القطراني جنوب لبنان، وللمرة الثانية أدى استهداف إسرائيلي لبلدة دير قانون رأس العين جنوبي لبنان لاستشهاد مسعفين اثنين.[404]
- وقالت وزارة الصحة بغزة إن مستشفى الشهيد كمال عدوان الحكومي نفد منه الأكسجين والمياه بعد أن ضربت الغارات الإسرائيلية محطة الأكسجين التابعة له وأنه أنه يوجد فيه 80 مريضا و8 حالات في العناية المركزة، وأطلقت مناشدة عاجلة «لحماية المستشفيات في القطاع» عقب تجدد القصف الإسرائيلي الذي طال الليلة الماضية المستشفى وحذرت من أن مستشفيات القطاع كاملة ستتوقف عن العمل أو تقلص من خدماتها خلال الـ 48 ساعة القادمة.[405]
- أعلن وزير الدفاع الإسرائيلي يسرائيل كاتس عن وقف استخدام الاعتقال الإداري ضد المستوطنين الإسرائيليين في الضفة الغربية.[406]
- واستشهد الأسير المحرر في صفقة وفاء الأحرار والمبعد إلى غزة «مراد عوض الرجوب» من بلدة الكوم في جنوب الخليل بالضفة، في قصف إسرائيلي استهدفه في شارع النصر غرب مدينة غزة.[407]
- وشن الطيران الإسرائيلي قصف عنيف وغارات على عدة قرى في منطقة بعلبك، وأدت غارة على بلدة دروس شرقي بعلبك إلى استشهاد سبعة أشخاص بينهم مدير مستشفى "دار الأمل" (علي ركان علام) ومعه خمسة أشخاص بينهم أطباء كانوا في المبنى المستهدف في البلدة قرب مبنى المستشفى.[408]
- وأطلق حزب الله حوالي 80 صاروخًا على شمال إسرائيل.[409]

## 23 نوفمبر
- وأفادت وزارة الصحة في غزة باستشهاد 120 فلسطينياً على الأقل وجرح 205 آخرين وصلوا للمستشفيات في 7 مجازر وغارات إسرائيلية خلال الساعات الـ 48 الماضية في حرب الإبادة الجماعية، مما يرفع حصيلة الشهداء الفلسطينيين في غزة إلى 44,176.[410]
- استشهد 7 فلسطينيين وأُصيب آخرون إثر قصف إسرائيلي استهدف منزلاً لعائلة عويضة في حي الزيتون جنوب شرقي مدينة غزة، فيما قصفت طائرات الاحتلال منزلًا عائلة "شلدان" أدى إلى استشهاد 6 مواطنين بينهم 3 أطفال وإصابة آخرين.[411]
- واستشهد 3 أشخاص بينهم سيدتان وأصيب آخرون إثر استهداف الاحتلال شقة سكنية في بناية إيلياء بمخيم النصيرات وسط القطاع.[412]
- استشهد 3 أشخاص بينهم طفل وجرح أكثر من 24 آخرون شنت طائرات الاحتلال غارة على منزل عائلة أبو سبلة بمحيط خيام النازحين في مخيم خانيونس.[413]
- استشهد الصحفي والمحاضر الجامعي بقسم الصحافة والإعلام بالجامعة الإسلامية وائل إبراهيم أبو قفة في قصف إسرائيلي، ما يرفع عدد الشهداء الصحفيين في غزة إلى 189.[414]
- وأصيب 12 من الكوادر الطبية في مستشفى الشهيد كمال عدوان الحكومي شمال قطاع غزة بعد استهداف طائرات الاحتلال المسيرة بقنابل المولد الكهربائي وشبكة الأوكسجين والمياه وتعطلها منذ عصر أمس حتى منتصف الليل، واستهدفت بشكل مباشر وعدة مرات مدخل قسم الاستقبال والطوارئ والساحات ومولدات الكهرباء وبوابات المستشفى.[415]
- أصدر الجيش الإسرائيلي أوامر إخلاء للسكان في أجزاء من الحدث والشويفات والعمروسية بالابتعاد مسافة 500 متر على الأقل، ونفذت القوات الإسرائيلية غارات في الحدث والشويفات بعد حوالي ساعة.[416][417]
- أدت غارة جوية إسرائيلية على مبنى مكونا من 8 طوابق لتدميره واستشهاد 11 شخصًا و63 مصابًا،[418][419] وزعم الجيش الاسرائيلي أنه استهدف المسؤول في حزب الله محمد حيدر.[420][421]
- اقتحمت قوات الاحتلال الإسرائيلي مناطق واسعة في القرى الجنوبية لطولكرم شمالي الخليل، واقتحمت مدينة نابلس ومخيم عسكر القديم شرقي المدينة واقتحمت مدينة جنين وبلدة يعبد غرب المدينة شمالي الضفة الغربية، واقتحمت مدينة الخليل جنوبي الضفة، واعتقل الجيش الإسرائيلي فلسطينيا (30 عامًا) من ذوي الاحتياجات الخاصة بعد التنكيل به في البلدة القديمة لمدينة الخليل.[422]
- وهاجم مستوطنون إسرائيليون أراضي مزارعين فلسطينيين في قرية اللبن الشرقية جنوب نابلس، وقطعوا نحو قطعوا 50 شجرة زيتون في الأراضي الواقعة قرب الطريق الواصل بين رام الله ونابلس.[423]
- أُصيب شاب فلسطيني (32 عاما) بالرصاص الحي لقوات الاحتلال الإسرائيلي عقب هجوم نفذه مستوطنون على منازل المواطنين في بلدة بيت فوريك شرق نابلس، وهاجم المستوطنين المنازل بحماية جيش الاحتلال على أطراف حي الضباط في البلدة، واندلعت مواجهات مع الأهالي في المنطقة وسط إطلاق رصاص.[424]
- أعلن حزب الله اللبناني استهداف مستوطنات كريات شمونة وديشون وأفيفيم بصليات صاروخية واستهداف تجمعًا لقوات إسرائيلية في مستوطنة حانيتا بصليةٍ صاروخية، وتجمعًا لقوات أخرى شرقي مدينة الخيام 4 مرات بصليات صاروخية، وتجمعًا لقوات عند مثلّث دير ميماس – كفركلا بصليةٍ صاروخية، والاشتباك مع قوة إسرائيلية بعد بعد رصدها تحاول التقدم عند الأطراف الشرقية للبلدة بلدة البياضة وإيقاع أفرادها بين قتيل وجريح.[425]
- واستشهد فلسطيني وجرح آخرون في قصف جوي إسرائيلي استهدف مواطنين في بلدة النصر شمال شرقي مدينة رفح، فيما أدت غارة إسرائيلية استهدفت مسجد الفاروق في مخيم النصيرات وسط قطاع غزة لتدميره.[426]
- وأصدر الجيش الإسرائيلي أوامر بإخلاء عدة أحياء في خان يونس، وأنذر سكان مناطق في حي الشجاعية شرقي مدينة غزة بالإخلاء زاعمًا إن الصواريخ أطلقت من المنطقة باتجاه إسرائيل.[427][428]
- أعلن الناطق باسم كتائب القسام «أبو عبيدة» مقتل أسيرة إسرائيلية في قصف إسرائيلي شمال غزة، كما حمل رئيس الوزراء بنيامين نتنياهو وحكومته وقائد الجيش المسؤولية عن مقتلها.[429][430]
- أعلنت كتائب القسام قصف قصف قاعدة "رعيم" العسكرية الإسرائيلية عبر عدد من صواريخ "رجوم" قصيرة المدى،[431] وأعلنت تنفيذ عملية مركّبة قرب مفترق برج عوض في مدينة رفح جنوبي قطاع غزة وتمكنها من استهداف قوة مشاة هندسية إسرائيلية من 5 جنود بقذيفة مضادة للأفراد واستهداف ناقلة جند إسرائيلية بقذيفة "الياسين 105" وناقلة جند إسرائيلية من نوع "نمر" بعبوة "شواط" في شارع الشيخ أحمد ياسين في منطقة الصفطاوي شمالي مدينة غزة، ونشر الإعلام العسكري للكتائب مشاهد توثّق "عملية استهداف منزل تحصّنت فيه قوة إسرائيلية قرب مفترق الصفطاوي غربي جباليا" ونشرت كتائب المجاهدين مشاهد لاستهداف مقراً للقيادة والسيطرة تابعاً لقوات الاحتلال في محور "نتساريم" برشقة صاروخية بعملية مشتركة مع سرايا القدس.[432]
- وأدت غارة جوية إسرائيلية على بلدة شمسطار في بعلبك الهرم شرقي لبنان، بحصيلة غير نهائية لاستشهاد 8 أشخاص بينهم أربعة أطفال وإصابة 9 آخرين بجروح من بينهم أربعة بحالة حرجة.[433]
- وأصيب جندي إسرائيلي من الكتيبة الثالثة عشرة في لواء غولاني بجروح خطيرة في جنوب لبنان.[434]
- وأعلن حزب الله شنّ هجوماً جويّاً بسربٍ من مُسيّرات انقضاضيّة على قاعدة "شراغا" (المقر الإداري لقيادة لواء غولاني) في شمالي مدينة عكا واستهداف موقع "مشمار الكرمل" للدفاع الجوّي والصاروخي جنوب مدينة حيفا بالصواريخ ومهاجمة تموضعاً لقوات جيش الاحتلال عند الأطراف الشمالية الشرقية لبلدة البياضة بأسلحة رشاشة وصاروخية واستمرت الاشتباكات لعدّة ساعات واستهداف دبابتين ميركافا بصاروخٍ موجّه في محيط المدرسة في بلدة الجبين وأخرى عند الأطراف الشرقية لبلدة البياضة وتدميرهما وإيقاع طاقمهما بين قتيل وجريح واستهداف 3 تجمعات لقوات الاحتلال في 3 مستوطنات وهي برعام المنارة والمالكية بصليات صاروخية واستهداف تجمعاً آخر في بلدة شمع بقذائف المدفعية وشنّ هجومًا جويّا بسربٍ من مُسيّرات انقضاضيّة على تجمعٍ لقوات إسرائيلية في بوابة العمرا عند الأطراف الجنوبية لمدينة الخيام وغربي بلدة شمع، وتدمّير دبابة ميركافا بصاروخ موجّه وإيقاع طاقمها بين قتيل وجريح واستهداف مستوطنة أييليت هشاحر بصليةٍ صاروخية.[435]
- وآصيب حسام أبو صفية مدير مستشفى كمال عدوان شمالي قطاع غزة في فخذه الأيسر جراء قصف إسرائيلي استهدف المستشفى.[436]

## 24 نوفمبر
- وأفادت وزارة الصحة في غزة باستشهاد 35 فلسطينياً على الأقل وجرح 94 آخرين وصلوا للمستشفيات في 4 مجازر وغارات إسرائيلية خلال الساعات الـ 48 الماضية في حرب الإبادة الجماعية، مما يرفع حصيلة الشهداء الفلسطينيين في غزة إلى 44,211.[437]
- استشهد 4 أشخاص بينهم طفلان إثر قصف استهدف منزلا في مخيم البريج وسط قطاع غزة.[436]
- وقصفت مسيّرة إسرائيلية خيمة للنازحين في مخيم المغازي وسط القطاع ما أدى لاستشهاد شخص وجرح 3 آخرون واستشهد طفلان إثر قصف إسرائيلي استهدف منزلًا في المخيم.[438]
- وأصدر جيش الاحتلال الإسرائيلي أوامر إخلاء في حي الشجاعية شرقي مدينة غزة، ما أدى لإطرار نزوح مئات الفلسطينيين قسرا من الحي بتجاه مناطق أخرى في الجنوب والوسط خشية الاستهداف والقتل.[439]
- وأطلق مسلح النار على قوات الأمن قرب السفارة الإسرائيلية في العاصمة عمان،[440][441] ما أدى الإصابة 3 آشخاص ومقتل المسلح على يد قوات الأمن الأردني.[442]
- وأطلق حزب الله اللبناني صلية صاروخية نوعية باتجاه "نتانيا" وشمال "تل أبيب"،[443] وقال الجيش الإسرائيلي أنه أطلق 6 صواريخ اتجاه منطقة وسط «إسرائيل» وأن الدفاعات الجوية اعترضت 5 منهم، وإصابة إمراة بجروح.[444]
- واندلعت اشتباكات ومواجهات في مدينة نابلس مع قوات الاحتلال بعدما اقتحمت المنطقة الشرقية من المدينة وقرى عدة في المحافظة، وتصدى مقاومون فلسطينيون لاقتحام قوات الاحتلال المنطقة الشرقية ومخيم بلاطة، وتمركزت قوات الاحتلال بمحيط كازية التميمي بشارع القدس وعمارة ذياب شرق نابلس، وإستهدف مقاومون القوات بالرصاص في شارع القدس شرق نابلس وفجروا عبوة محلية الصنع بآليات الاحتلال في شارع السوق داخل مخيم بلاطة، واندلعت مواجهات بين الشبان قوات الاحتلال بعد اقتحامها قرية مادما جنوب مدينة نابلس، واقتحمت قرية تلفيت جنوب نابلس، وبلدة سالم وكفر قليل شرق المدينة ودهمت أحد المنازل.[445]
- وأصيب فتى فلسطيني برصاص قوات الاحتلال خلال اقتحام مخيم بلاطة في نابلس.[446]
- استشهد عسكري من الجيش اللبناني وأصيب 18 آخرين بينهم بجروح بليغة أثر استهداف إسرائيلي لمركز للجيش اللبناني في العامرية على طريق القليلة- صور جنوب لبنان.[447]
- وقالت وسائل إعلام إسرائيلية أن حزب الله أطلق نحو 250 صاروخًا على إسرائيل.[448] وأدت شظايا صاروخية أطلقها حزب الله إلى إصابة امرأة في معالوت ترشيحا، وتسببت صواريخ أخرى في أضرار في عدة مناطق، بما في ذلك حيفا والمطلة والمنطقة المحيطة بتل أبيب وأصيب 10 أشخاص في مناطق مختلفة.[449]
- أعلن مكتب رئيس الوزراء بنيامين نتنياهو أن رجلاً حاخام إسرائيليً فُقد في الإمارات العربية المتحدة عُثر عليه مقتولًا، وأدان مكتبه وفاته وزعم بأنها "عمل إرهابي معادٍ للسامية شنيع".[450]
- وقتل مستوطن إسرائيلي (أفيف بروك) في ولاية تينيسي في الولايات المتحدة.[451][452]
- قال علي لاريجاني كبار مستشاري المرشد الإيراني علي خامنئي إن إسرائيل تجهز لـ«الرد على إسرائيل».[453]
- أعلنت كتائب القسام قصف مقر قيادة وسيطرة قوات الاحتلال المتوغلة في منطقة التوام شمال مدينة غزة بوابل من قذائف الهاون من العيار الثقيل.[454]
- أعلن حزب الله اللبناني استهداف قاعدة بلماخيم جنوبي مدينة تل أبيب بصليةٍ من الصواريخ النوعيّة، وشنّ هجومًا جويّا بسربٍ من مُسيّرات انقضاضيّة على قاعدة أشدود البحريّة واستهداف قاعدة غليلوت (مقر وحدة الاستخبارات العسكرية 8200) بصليةٍ من الصواريخ النوعية واستهداف مستوطنات حتسور هاجليليت ومعالوت ترشيحا وكفار بلوم وكريات شمونة بصليات صاروخية وتجمعًا لقوات إسرائيلية في مستوطنة المنارة ومرابض المدفعية الإسرائيلية في مستوطنة ديشون وتجمعًا لقوّات الجيش الإسرائيلي شرقي مدينة الخيام بصليةٍ صاروخية والتصدي لطائرة مسيّرة اسرائيليّة من نوع هرمز 450 في أجواء البقاع الغربي بصاروخ أرض – جو.[455]
- أعلنت كتائب القسام الاشتباك مع قوة إسرائيلية من 10 جنود من المسافة صفر وإيقاعهم بين قتيل وجريح في شارع الجامعة بحي الجنينة شرقي رفح، واستهداف قوةً إسرائيليةً تحصّنت في منزل بقذيفة مضادة للأفراد واستهداف بقذيفتي "الياسين 105" جرافةً عسكريةً إسرائيليةً "D9" وآليةً عسكريةً أخرى في شمالي برج عوض في رفح وقصفها مع كتائب الشهيد جهاد جبريل موقع قيادة وسيطرة تابعاً للاحتلال في محور "نتساريم" بصواريخ من عيار 107 ملم، وأعلنت سرايا القدس إسقاط طائرةً مسيّرةً إسرائيليةً من نوع "Evo Max" كانت تلقي القنابل تجاه المنازل في شمالي قطاع غزة وقصف مع كتائب المجاهدين موقع "فجة" العسكري الإسرائيلي بصواريخ من عيار 107 ملم.[456]
- فرضت حكومة نتنياهو عقوبات على صحيفة هآرتس اليسارية الإسرائيلية بسبب نشر مقالات تنتقد الحرب في غزة.[457]
- وأعلنت المقاومة الإسلامية في العراق مهاجمة هدفاً حيوياً إسرائيلي في الجنوب، وهدف عسكري آخر في جنوبي «إسرائيل» بالطيران المسيّر، ونشر الإعلام الحربي لها مشاهد توثق الهجوم.[458]

## 25 نوفمبر
تطورات اليوم الـ 416 من الحرب
- وأفادت وزارة الصحة في غزة بإستشهاد 24 شخصـا وجرح 71 آخرين في 2 مجازر وغارات إسرائيلية خلال 24 ساعة في حرب الإبادة الجماعية، ما يرفع حصيلة الشهداء الفلسطينيين في غزة إلى 44,235.[460]
- وأصيب عدد من المواطنين بقصف طائرات الاحتلال منزلًا لعائلة "الجرو" بحي الشجاعية شرقي مدينة غزة.[461]
- واقتحمت قوات الاحتلال بلدة الخضر جنوب بيت لحم واعتدت على عدد من النساء وواصلت اقتحامها لبلدة المْغيِّر شمال شرق مدينة رام الله، وانتشر جنود الاحتلال في الشوارع واعتلى قناصة أسطح بعض المنازل.[462]
- وأصيب شاباً برصاص قوات الاحتلال في قرية الفندقومية جنوب جنين شمالي الضفة الغربية في مواجهات بغدما اقتحمت القرية بوحدات من المشاة.[463]
- وهدمت قوات الاحتلال الإسرائيلي غرفتين سكنيتين من الطوب لمواطن فلسطيني في الأغوار الشمالية وهدمت جرافتها غرفة زراعية وأسوارا في قرية دير دبوان شرق مدينة رام الله.[464]
- واستشهد طفل وشاب فلسطينيان[يه] برصاص قوات الاحتلال الإسرائيلي في بلدة يعبد جنوب غرب جنين شمال الضفة الغربية المحتلة في مواجهات بعد اقتحامها من مدخلها الشرقي، ومنعت القوات مركبات الإسعاف من الوصول إلى المصابين.[465]
- واعتقلت قوات الاحتلال الإسرائيلي منذ مساء أمس وحتى صباح اليوم 18 مواطناً على الأقل من الضفة الغربية بينهم طفل وأسرى سابقون.[466]
- وزعم الجيش الإسرائيلي أنه بالتنسيق مع جهاز الشاباك، تمكن من قتل حليم أبو حسين أحد أبرز نشطاء حماس في كتيبة غرب جباليا، والذي زعم أنه كان مسؤولاً عن عدة هجمات ضد جنود إسرائيليين في غزة بالصواريخ وقذائف الهاون، وعدة نشطاء آخرين من حماس في غارة خلال عطلة نهاية الأسبوع.[467]
- وأصدر الجيش الإسرائيلي إنذاراً لإخلاء سكان حارة حريك، ولاحقًا شن الطيران الحربي الإسرائيلي غارات على محيط المنطقة وزعم أنها أصابت عدة مراكز قيادة لحزب الله.[468]
- أعلنت كتائب القسام الاشتباك مع قوة إسرائيلية من 10 جنود في أحد المنازل بالرشاشات والقنابل اليدوية، وإيقاعهم بين قتيل وجريح، بالقرب من مسجد طيبة وسط بيت لاهيا شمال القطاع. َواستهداف دبابة إسرائيلية من نوع "ميركافا" بقذيفة "الياسين 105" في شارع الحطبية بالمدينة، وأعلنت قصفها مع سرايا القدس "موقع قيادة وسيطرة إسرائيلي في محور نتساريم بقذائف الهاون من العيار الثقيل"، وقالت قوات الشهيد عمر القاسم أنها قصفت قوات إسرائيلية في منطقة جحر الديك وسط القطاع، بعدة قذائف هاون.[469]
- واستشهد 4 فلسطينيين وجرح آخرين جراء قصف إسرائيلي استهدف منطقة مصبح شمالي مدينة رفح جنوب قطاع غزة.[470]
- واستشهد 5 أشخاص وجرح آخرين جراء قصف إسرائيلي استهدف مجموعة من المواطنين في منطقة جباليا النزلة شمالي قطاع، كما استشهد شخصان جراء قصف طال نازحين قرب المستشفى الإندونيسي شمال غزة.[471]
- وأعلن حزب الله اللبناني استهداف تجمع لقوّات الاحتلال شرقي مدينة الخيام بصليةٍ صاروخية. واستهداف تجمع لقوّات إسرائيلية في مستوطنة ميرون بصليةٍ صاروخية واستهداف قاعدة شراغا (المقر الإداري لقيادة لواء غولاني) شمالي مدينة عكا بصليةٍ صاروخيّة واستهداف تجمعًا لقوّات الإحتلال عند مثلّث دير ميماس – كفركلا بصليةٍ صاروخية.[472]
- وإستهدفت مسيّرة إسرائيلية دراجة نارية على طريق البص في مدينة صور اللبنانية، ما أدى لإصابة 7 أشخاص.[473]
- وأصدر الجيش الإسرائيلي إنذارات أخرى إخلاء لسكان مناطق الغبيري وبرج البراجنة وحارة حريك في الضاحية الجنوبية بيروت،[474] كما أصدر إنذارات لسكان النبطية.[475]
- استشهد 3 أشخاص وإصابة آخرين في قصف إسرائيلي استهدف فلسطينيين بمخيم الشاطئ غرب مدينة غزة، فيما استشهدت فلسطينية وأصيب آخرون في قصف إسرائيلي لمحيط مسجد الأبرار داخل حي الزيتون جنوب شرق مدينة غزة، واستشهد مواطن وأصيب آخرون في قصف طال منزلًا لعائلة “أبو هويشل” في مخيم البريج وسط القطاع.[476]
- واستشهد 3 أشخاص في غارة إسرائيلية على بلدة الغازية في قضاء صيدا بلبنان، فيما استشهد 8 أشخاص وجرح 4 آخرين جراء غارات عنيفة لطائرات الاحتلال استهدفت بلدة معركة واستهدفت أخرى بلدة عين بعال وأدت لاستشهاد 3 أشخاص وجرح آخرون.[477]
- استشهد 10 أشخاص بينهم 4 أطفال وجرح 17 آخرين في 3 غارات شنّتها مسيّرات الاحتلال على بلدة النبي شيت في بعلبك.[477][478]
- وقال حزب الله اللبناني أنه أطلق 350 صاروخًا تجاه إسرائيل بينها 17 على تل أبيب وتدمير 6 دبابات وأن 4 ملايين إسرائيلي دخلوا الملاجئ يوم أمس.[479]
- وقال المكتب الإعلامي الحكومي بغزة أن حوالي 10,000 خيمة جرفتها مياه البحر وتعرضت للتلف خلال اليومين الماضيين بسبب المنخفض الجوي وطالب المجتمع الدولي بالتدخل الفوري لإنقاذ مئات الآلاف من النازحين في قطاع غزة قبل فوات الأوان.[480]
- وزعم الجيش الإسرائيلي أن ضرباته في النبطية وبعلبك وسهل البقاع وجنوب بيروت وأطراف بيروت أصابت نحو 25 "هدفا لحزب الله" بما في ذلك مراكز قيادة المجلس التنفيذي ومراكز التحكم وجمع المعلومات الاستخبارية التي تحتوي على قادة وعناصر حزب الله في غضون ساعة.[481]
- وأصيب شخصان بشظايا بعد أن أطلق حزب الله وابلاً من عشرين صاروخاً على الجليل الأعلى والغربي،[482] وأصيب شخصان آخران، إحداهما امرأة في حالة خطيرة، عندما أطلقت عشرة صواريخ على نهاريا.[483]
- وقالت وزارة الدفاع السورية ووكالة سانا أن غازات إسرائيلية استهدفت جسرَي الحوز والجوبانية في ريف حمص الجنوبي الغربي وجسور الحضور ومطربة والحوش عند الحدود مع لبنان، ما أدى لإصابة مدنيين اثنين.[484] وزعم الجيش الإسرائيلي أنه استهدف ما قال إنه طرق يستخدمها حزب الله لتهريب الأسلحة الإيرانية، كما إدعى إنه جزء من الجهود ضد الوحدة 4400 التابعة لحزب الله، المسؤولة عن تسليم الأسلحة من إيران ووكلائها إلى لبنان، عبر سوريا والعراق.[485]

## 26 نوفمبر
تطورات اليوم الـ 417 من الحرب
- وأفادت وزارة الصحة في غزة بإستشهاد 14 شخصـا وجرح 108 آخرين في 2 مجازر وغارات إسرائيلية خلال 24 ساعة في حرب الإبادة الجماعية، ما يرفع حصيلة الشهداء الفلسطينيين في غزة إلى 44,249.[487]
- باستشهاد 6 فلسطينيين وإصابة آخرين بينهم نساء وأطفال في غارة إسرائيلية استهدفت منزلًا لعائلة "الجدبة" في منطقة الزرقا شمالي مدينة غزة، فيما استشهد 4 فلسطينيين على الأقل وجرح آخرين بينهم أطفال في قصف إسرائيلي استهدف منزلًا لعائلة حرب في محيط بركة الشيخ رضوان غرب مدينة غزة.[488]
- انطلقت طائرة مسيرة من الشرق باتجاه مرتفعات الجولان.[489]
- وأصدر الجيش الاسرائيلي أمراً بإخلاء سكان بيت لاهيا، قائلاً إنها أصبحت منطقة حرب عسكرية نشطة.[490]
- واقتحمت قوات الاحتلال مدينة نابلس شمال الضفة، وأطلق مقاومون فلسطينيون النار من مخيم بلاطة بالمدينة وداهمت القوات منازل في بلدة كفر الديك غرب مدينة سلفيت شمال غرب الضفة وخربت مخازن تجارية وصادرت محتوياتها، واقتحمت مدينة قلقيلية من حاجزها الجنوبي، وقالت "سرايا القدس-كتيبة جنين" إن مقاتليها تصدوا "لقوات العدو المقتحمة في محاور القتال وأمطروها في محور الألمانية بزخات من الرصاص".[491]
- واقتحمت قوات الاحتلال جامعة بيرزيت شمال مدينة رام الله وسط الضفة، واعتقلت الطلاب المعتصمين.[492]
- وأعلنت كتائب القسام إيقاع مجموعة من جنود الاحتلال الإسرائيلي بين قتيل وجريح، بعد تفجير مبنى مفخخ شرقي معسكر جباليا في شمال قطاع غزة، واستهداف دبابتي ميركافا إسرائيليتين بقذيفة "الياسين 105" وعبوة أرضية شرق مخيم جباليا شمالي القطاع، فيما أعلنت سرايا القدس قصفها بصواريخ 107 مرابض مدفعية إسرائيلية في موقع فجة العسكري شرق غزة.[493]
- استشهد 15 فلسطينيًا وأصيب 30 آخرون في قصف إسرائيلي استهدف مدرسة "الحرية" تؤوي مئات النازحين في حي الزيتون جنوب شرق مدينة غزة وقالت وكالة الأناضول إن بعض الشهداء الذين وصلوا مستشفى المعمداني عبارة عن "أشلاء".[494]
- وقالت وزارة الصحة بغزة أن إسرائيل وقالت الوزارة إن إسرائيل ارتكبت 7160 مجزرة بحق العائلات الفلسطينية في قطاع غزة منذ 7 أكتوبر/تشرين الأول 2023 وحتى مطلع نوفمبر/تشرين الثاني الجاري مسحت بالكامل نحو 1410 عائلات عدد أفرادها 5444 شخصًا، من السجل المدني.[495]
- دمرت قوات الاحتلال الإسرائيلي مخزناً للدراجات النارية تبلغ مساحته 40 مترا مربعا يقع بحي “المساكوة” في قلقيلية وأوقفت البناء في 10 غرف زراعية.[496]
- أفرجت قوات الاحتلال الإسرائيلي، عن الأسير "أحمد زلوم" من مدينة نابلس شمال الضفة الغربية بعد قضاء 22 عامًا في السجون، وتم الإفراج عنه من سجن ريمون.[497]
- أعلنت كتائب القسام استهداف دبابة إسرائيلية من نوع “ميركفاه” بقذيفة “P29″ قرب مسجد العودة شرق معسكر جباليا شمال القطاع”، واستهداف “موقع قيادة وسيطرة إسرائيلي في محور “نتساريم” بصواريخ “رجوم” قصيرة المدى”.[498]
- واستشهد 3 أشخاص و10 جرحى جراء غارة إسرائيلية على منطقة بربور بالعاصمة بيروت، كما استهدفت غارات مناطق: الحمرا (قرب مصرف لبنان) بربور (قرب فرن السعادة) والنويري (قرب المخفر) وشقة في مبنى في مار الياس، وأستشهد 7 أشخاص وأُصيب 37 آخرون في غارة إسرائيلية عنيفة على استهدفت مبنى من 4 طوابق، ويؤوي نازحين قرب جامع خاتم الأنبياء بمنطقة النويري في بيروت.[499]
- وإدعى الجيش الإسرائيلي أن «أحمد صبحي هزيمة» رئيس عمليات حزب الله في القطاع الساحلي اللبناني قُتل في غارة جوية في صور، وزعم أنه ساعد في التخطيط لخطط التسلل إلى الأراضي الإسرائيلية وكان متورطًا في إطلاق صواريخ مضادة للدبابات باتجاه الجليل الغربي.[500]
- وإدعى الجيش الإسرائيلي أنه ضرب نحو 30 "هدفا لحزب الله" بما في ذلك منصة إطلاق صواريخ تستخدم لإطلاق القذائف باتجاه إسرائيل في اليوم السابق، ومنشآت تستخدم لتخزين الأسلحة، ومواقع البنية التحتية للمسلحين، ومراكز القيادة، وقاذفات إضافية.[501]
- أصيب جندي إسرائيلي من كتيبة الهندسة 8163 بجروح خطيرة أثناء القتال في وسط غزة، وأصيبت جندية إسرائيلية أخرى بجروح خطيرة في هجوم لحزب الله بطائرة بدون طيار في جبل ميرون.[502]
- وزعم الجيش الإسرائيلي إنه نفذ موجة من الغارات على 20 هدفا لحزب الله بما في ذلك 13 هدفا في الضاحية بما في ذلك مركز وحدة دفاع جوي ومركز استخبارات ومركز قيادة ومنشآت تستخدم لتخزين الأسلحة وزعم أن الأهداف الأخرى كانت مكونات للنظام المالي لحزب الله.[503]
- وشن الطيران الإسرائيلي غارات على منطقة بعلبك في البقاع شرق لبنان، استهدفت بدنايل ونبحا، واستشهد 7 أشخاص في شعث و13 في بعلبك و5 آخرون في حورتعلا و15 شخصًا في غارة على بيت مشيك مصنع الزهرة وضحيتان في شمسطار.[504]
- وأستشهد شخصين وأصيب 22 في غارة إسرائيلية على الرشيدية جنوبي لبنان، فيما أدت غارات أخرى على بلدتي صريفا والبازورية في قضاء صور لإصابة 7 أشخاص بجروح.[505]
- وقالت وكالة الأنباء السورية "سانا" إن طائرات الاحتلال الإسرائيلي نفذت غارات استهدف منطقتي "الأمينية" و"أم حارتين" في شمالي وغربي محافظة حمص.[506][507]
- وأعلن الجيش الاسرائيلي مقتل جندي إسرائيلي من كتيبة نحشون في لواء كفير خلال معارك شمال قطاع غزة.[508]
- وأصدر الجيش الاسرائيلي إنذراً للإخلاء في مناطق راس بيروت والمزرعة ومصيطبة وزقاق البلاط في وسط العاصمة بيروت لأول مرة منذ الصراع بين حزب الله وإسرائيل.[509]
- استشهد مقتل 6 أشخاص بينهم عسكريان وجرح 12 آخرين بينهم نساء وأطفال في غارات جوية شنتها إسرائيل استهدفت المعابر الحدودية بين سوريا ولبنان، وفق وكالة الأنباء السورية الرسمية (سانا)،[510] وذكر وزير النقل اللبناني أن الغارات استهدفت معبري العريضة والدبوسية في ريف حمص الغربي، وأن الضحايا بينهم عاملان في الهلال الأحمر السوري.[511]
- وقال حزب الله أن طائراته بدون طيار ضربت منزل قائد سلاح الجو الإسرائيلي تومر بار في تل أبيب وأهداف حساسة أخرى للجيش الإسرائيلي في تل أبيب وضواحي تل أبيب.[512]

## 27 نوفمبر
تطورات اليوم الـ 418 من الحرب
- وأعلنت وزارة الصحة في غزة عن استشهاد 33 فلسطينياً وجرح 134 على الأقل في 3 مجازر وغارات إسرائيلية خلال الساعات الأربع والعشرين الماضية في حرب الإبادة الجماعية، مما يرفع حصيلة الشهداء الفلسطينيين في غزة إلى 44,282.[514]
- دخل اتفاق وقف إطلاق النار بين إسرائيل وحزب الله حيز التنفيذ في الساعة 4:00 صباحًا بتوقيت UTC+02:00.[515][516]
- وشنت قوات الاحتلال الإسرائيلي حملة اقتحامات واعتقالات بالضفة الغربية، حيث اقتحمت حي شريم في مدينة قلقيلية واعتقلت عدة مواطنين بينهم أسير محرر، واقتحمت منزل عائلة طالبة بجامعة القدس المفتوحة في بلدة المزرعة الغربية شمال المدينة رام الله واعتقلتها واقتحمت منزل عائلة أسير في قرية المغير شمال شرق رام الله واعتقلت والده، واقتحمت بلدتي بدرس وخربثا بني حارث غرب رام الله ودهمت منازل، واقتحمت مخيم الجلزون شمال رام الله، ودهمت صالون حلاقة واعتقلت شاب بعد اقتحام منزله في بلدة سلواد شرق رام الله، واقتحمت بلدة ترمسعيا شمال رام الله وداهمت منزل أسير محرر وحولته إلى ثكنة عسكرية، واقتحمت قرية برقة شمال غرب مدينة نابلس وبيت فوريك شرقها.[517][518]
- واعتقلت قوات الاحتلال الإسرائيلي 15 فلسطينيًا بينهم طفل خلال إقتحامات بالضفة الغربية.[519]
- استشهد 10 فلسطينيين بينهم 3 أطفال في غارة إسرائيلية استهدفت مدرسة التابعين التي تؤوي نازحين في حي الدرج شرق مدينة غزة،[520] فيما استشهد 4 فلسطينيين وأصيب آخرون في قصف إسرائيلي استهدف منزلًا في شارع بغداد في حي الشجاعية شرق المدينة، كما استشهد 7 أشخاص وجرح آخرون للمشفى المعمداني في قصف الاحتلال منزلاً لعائلة أبو دية بحي الزيتون بالمدينة.[521]
- استشهد 3 فلسطينيين وأصيب آخرون في قصف إسرائيلي استهدف تجمعًا مدنيًا أمام بوابة مستشفى كمال عدوان في بيت لاهيا شمال قطاع غزة المحاصر، فيما استشهد فلسطينيين اثنين وجرح آخرين في قصف إسرائيلي استهدف تل الزعتر بمخيم جباليا شمالي القطاع.[521]
- وأقدم مستوطنون إسرائيليون على قطع ما يقارب 100 شجرة زيتون من أراضي المواطنين في قرية ياسوف شرق سلفيت بالضفة.[522]
- أصيب مواطنين بشظايا الرصاص الحي خلال اقتحام قوات الاحتلال الإسرائيلي لمدينة طوباس ومخيم الفارعة جنوبها وجرى نقلهما إلى المستشفى لتلقي العلاج.[523]
- واستشهد الصحفي علاء فوزي برهوم، والذي يعمل محررا صحفيا مع العديد من المؤسسات الإعلامية في غارة إسرائيلية في غادة، ما يرفع عدد الشهداء الصحفيين بغزة إلى 190.[524]
- وزعم الجيش الإسرائيلي أنه ضرب 330 موقعًا لحزب الله في مختلف أنحاء لبنان في الليلة التي سبقت الهدنة، بما في ذلك مراكز القيادة ومستودعات الأسلحة والبنية الأساسية التي تستخدمها قوة الرضوان ومصنع صواريخ دقيقة تحت الأرض، كما إدعى أنه قتل ضابط عمليات من الوحدة الجوية لحزب الله في غارة على بيروت.[525]
- ونشر الجيش الإسرائيلي تحذيرًا بعدم الانتقال جنوبًا من نهر الليطاني ما بين الخامسة مساء حتى السابعة من صباح الغد حظراً للتجوال في جنوب لبنان حتى الساعة السابعة صباحاً بالتوقيت العالمي المنسق +02:00 من اليوم التالي، قائلاً إنه لا يزال منتشراً في مواقعه في جنوب لبنان وفقاً لبنود اتفاق وقف إطلاق النار، وإن قواته ستتعامل بحزم مع أي تحرك يخرق هذا الاتفاق.[526][527]
- وقالت كتائب القسام إنها استولت على طائرة درون من نوع «EvoMax» خلال مهمة استخباراتية لها في بيت لاهيا، ونشر الإعلام الحربي لها مشاهد "لاستهداف مقاتليها آليات الاحتلال الإسرائيلي في محور التوغل بمدينة بيت لاهيا شمال قطاع غزة، واستهداف آليات الاحتلال الإسرائيلي بقذائف “الياسين 105” والاستيلاء على طائرة درون إسرائيلية في بيت لاهيا.[528]
- أعلنت سرايا القدس أنّها قصفت بقذائف الهاون تجمعات جنود وآليات الاحتلال في محيط بنك القدس وسط مخيم جباليا وأعلنت كتائب المجاهدين قصفها بقذائف الهاون تجمعات لجنود وآليات الاحتلال في بيت لاهيا شمالي قطاع غزة.[529]
- وذكرت وكالة رويترز للأنباء عن مسؤول أمريكي مطلع أن إدارة الرئيس بايدن تمضي في حزمة مبيعات أسلحة بقيمة 680 مليون دولار لإسرائيل حتى مع دخول وقف إطلاق النار في لبنان بين إسرائيل وحزب الله حيز التنفيذ، وتشمل الحزمة آلاف مجموعات الذخائر الهجومية المباشرة المشتركة (JDAM) ومئات القنابل ذات القطر الصغير.[530][531]
- وزعم الجيش الإسرائيلي أنه أسقط طائرة بدون طيار تستخدم في تهريب الأسلحة من مصر، وكانت تحمل أربع بنادق وخمس خراطيش والمئات من الرصاصات، عبرت من مصر إلى «إسرائيل»، وقالت مصادر أمنية مصرية إنها لا علم لها بمثل هذه الحادثة.[532][533]

## 28 نوفمبر
تطورات اليوم الـ 419 من الحرب
- وأعلنت وزارة الصحة في غزة عن استشهاد 48 فلسطينياً وجرح 53 على الأقل في 3 مجازر وغارات إسرائيلية خلال الساعات الأربع والعشرين الماضية في حرب الإبادة الجماعية، مما يرفع حصيلة الشهداء الفلسطينيين في غزة إلى 44,330.[535]
- وقالت وزارة الصحة اللبنانية أن 78 شخصًا استشهدوا وجرح 266 في غارات اسرائيلية خلال الـ 24 ساعة الماضية ليرتفع عدد الضحايا في لبنان إلى 3961.[536]
- ورفض شابان إسرائيليان يبلغان من العمر 18 عامًا الانضمام إلى الجيش الإسرائيلي للاحتجاج على الحرب في غزة، ومن المتوقع أن يقضيا فترة سجن في أحد سجون الجيش.[537]
- استشهد 4 فلسطينيين وأُصيب آخرون جراء قصف طائرات الاحتلال منزلين لعائلتي سحويل وزقوت في مشروع بيت لاهيا شمال غزة، واستشهد مواطن وحرح 6 آخرين بقصف إسرائيلي استهدفهم في جباليا، فيما ألقت مسيرة إسرائيلية قنابل على محيط مستشفى كمال عدوان شمالي القطاع.[538]
- استشهد 4 فلسطينيين وأُصيب آخرون جراء استهداف الاحتلال دراجة هوائية في منطقة مصبح ببلدة عبسان الكبيرة شرق مدينة خانيونس.[539]
- استشهد 9 فلسطينيين وجرح آخرين جراء قصف طيران الاحتلال مجموعة من الأهالي أمام منزل لعائلة "سالم" في المخيم الجديد شمال مخيم النصيرات وسط القطاع، فيما دمّرت طائرات الاحتلال الطوابق العلوية لعمارة الناصرة في مخيم 5 شمال النصيرات، وبرج المستقبل على طريق المخيم الجديد، وأُصيب عدة مواطنين جرّاء استهداف الاحتلال تكية مخيم 5 شمال النصيرات.[540]
- وأصيب مراسل قناة الجزيرة مباشر طلال العروقي جراء قصف قوات الاحتلال الإسرائيلي في مخيم النصيرات وسط قطاع غزة.[541]
- واستهدفت دبابة اسرائيلية أطراف بلدة كفرشوبا في جنوب لبنان بقذيفتين،[542][543]
- وأصيب 3 أشخاص في قصف مسيرة إسرائيلية لسيارة في بلدة مركبا جنوب لبنان، وزعم الجيش الاسرائيلي انها قصفت السيارة لإبعادها عن منطقة الحظر”.[544]
- قدر الجهاز المركزي للإحصاء الفلسطيني خسائر الإنتاج للقطاع الخاص في فلسطين بنحو 8 مليارات دولار، فضلًا عن خسائر فادحة في الأصول والممتلكات جراء عدوان الاحتلال في قطاع غزة والضفة منذ نحو 14 شهراً، وقال أن الإنتاج المحلي لمنشآت القطاع الخاص في عموم الأراضي الفلسطينية انخفض بنسبة 55% خلال عام 2024 بواقع 51% في الضفة و84% في قطاع غزة.[545]
- اقتحم عشرات المستوطنين الإسرائيليين المسجد الأقصى المبارك في مدينة القدس من جهة باب المغاربة على شكل مجموعات متتالية وأدوا طقوسًا تلمودية استفزازية في باحاته، بحماية مشددة من قوات الاحتلال الإسرائيلي.[546]
- اندلعت اشتباكات مسلحة بين مقاومين فلسطينيين وقوات الاحتلال الإسرائيلي بعد اقتحامها بلدة قباطية جنوب جنين شمال الضفة الغربية، بالعديد من الآليات العسكرية وجرافات وانتشرت في أحياء البلدة ونفذت حملة دهم واعتقلت قوات الاحتلال أربعة مواطنين من مخيم نور شمس وضاحية ذنابة شرق مدينة طولكرم، وقالت كتيبة سرايا القدس في طولكرم إن مقاتليها نفذوا عمليات نوعية ضد جيش الاحتلال وفجروا عبوة ناسفة في آلية عسكرية إسرائيلية في منطقة جبل النصر بمخيم نور شمس، وأطلقوا النار على قوة إسرائيلية خاصة تسللت للمنطقة، كما اعتدت قوات الاحتلال بالضرب المبرح على شابين من بلدة الساوية في رام الله في مدخل بلدة سنجل ونُقلا لمركز طوارئ البلدة لتلقي العلاج، كما اقتحمت قوات الاحتلال قرية ترمسعيا شمال رام الله ووزعت مناشير على سيارات واقتحمت بلدة الخضر جنوب بيت لحم.[547]
- هدمت جرافات تابعة للاحتلال الإسرائيلي بحماية أمنية إسرائيلية منشأتين فلسطينيتين بين بلدتي بيت لقيا غربي رام الله وبيت عنان جنوب غربي مدينة رام الله وسط الضفة الغربية قرب القدس المحتلة، وزعمت إسرائيل بأن البناء “غير مرخص وفي مناطق ج”.[548]
- قالت وكالة الأونروا التابعة للأمم المتحدة إن "ظروف البقاء على قيد الحياة تتضاءل لنحو 65 إلى 75 ألف شخص يقدر أنهم ما زالوا في شمال القطاع وأن إسرائيل رفضت 82 محاولة للأمم المتحدة لإيصال المساعدات إلى الشمال المحاصر وعرقلت 9 محاولات أخرى.[549]
- وزعمت إسرائيل أنها قتلت ما يقرب من 20 ألف مسلح في غزة،[550] وإدعى الجيش الاسرائيلي أنه قتل نحو 3500 مقاتل من حزب الله.[551]
- وقالت وسائل إعلام يمنية أن «الطيران الأمريكي البريطاني» شن غارتين على مديرية باجل في الحديدة جنوب اليمن.[552][553]

## 29 نوفمبر
تطورات اليوم الـ 420 من الحرب
- وأعلنت وزارة الصحة في غزة عن استشهاد 33 فلسطينياً وجرح 137 على الأقل في 3 مجازر وغارات إسرائيلية خلال الساعات الأربع والعشرين الماضية في حرب الإبادة الجماعية، مما يرفع حصيلة الشهداء الفلسطينيين في غزة إلى 44363.[555]
- واستشهد نحو 30 شخصًا في القصف الإسرائيلي على مناطق متفرقة من مخيم النصيرات وسط قطاع غزة.[556] حيث استشهد 5 أشخاص في قصف الاحتلال منزلًا لعائلة "الدحدوح" قرب دوار أبو صرار بالنصيرات.[557]
- استشهد 3 أشخاص و5 جرحى جراء قصف الاحتلال منزلاً لعائلة "نصار" مقابل مطعم بالميرا في شارع الوحدة غربي مدينة غزة، واستشهد عدد من الأشخاص وأُصيب آخرون في قصف الاحتلال منزلاً لعائلة "السرحي" بشارع كشكو بحي الزيتون جنوب شرق مدينة غزة، واستشهد 4 أشخاص بينهم امرأتان وطفل وجرح آخرين في قصف إسرائيلي استهدف منزلين في محيط مخبز أبو دية غربي مدينة غزة، فيما أصيب 8 جراء غارة جوية إسرائيلية استهدفت استراحة بحرية غربي مدينة دير البلح وسط القطاع.[558]
- واقتحمت قوات الاحتلال الإسرائيلي مناطق متفرقة في الضفة الغربية ما بين ليل الأمس وفجر اليوم، حيث اقتحمت مدينة أريحا شرقي الضفة، وبلدة بيت فوريك شرق نابلس في شمال الضفة، ودهمت منازل واعتقلت 10 فلسطينيين وقالت وسائل إعلام فلسطينية إن مقومين فلسطينيين أطلقوا النار على حاجزي الطيبة و"تسناعوز" غربي طولكرم، وتمركزت قوة إسرائيلية في بلدة يعبد جنوبي جنين بعد اقتحامها وقالت سرايا القدس إن مقاتليها "تصدوا لقوات الاحتلال المقتحمة ليعبد، وأمطروها بزخات من الرصاص، وفجروا عبوة ناسفة معدة مسبقا بآلية عسكرية، محققين إصابة مؤكدة واقتحمت قوات إسرائيلية ضاحية الشويكة بطولكرم وبلدة بلعا شرقها واقتحمت بلدة قصرة جنوبي نابلس واقتحمت قرية شقبا في رام الله وأطلت الرصاص الحي وقنابل الصوت والغاز المسيل للدموع وسط القرية.[559]
- وأصيب 9 إسرائيليين بينهم جنود ومنهم 3 مصابين حالتهم خطيرة في كمين استهدف دورية للاحتلال الإسرائيلي وحافلة قرب مستوطنة أريئيل بالضفة الغربية،[560][561] فيما أعلنت كتائب القسام مسؤوليتها عن الهجوم.[562]
- واستشهد 18 فلسطينًا بينهم أطفال ونساء وجرح آخرون في قصف الإحتلال الإسرائيلي منزل المواطن رزق البابا الذي يؤوي نازحين في شارع المنشية في بلدة بيت لاهيا شمال قطاع غزة.[563]
- وقال برنامج الغذاء العالمي إن جميع المخابز في وسط غزة اضطرت إلى الإغلاق بسبب النقص الشديد في الإمدادات، ودعا البرنامج إلى تأمين وصول المساعدات الإنسانية الحيوية إلى غزة.[564][565]
- وتوفي 3 سيدات إثر التدافع الاختناق أثناء محاولتهن الحصول على "ربطة خبز" أمام مخبز البنا في دير البلح وسط قطاع غزة.[566]
- وأدى قصف من مسيرة إستطلاع إسرائيلية على مستشفى كمال عدوان شمال غزة لاستشهاد استشهاد رئيس قسم العناية المركزة في اامستشفى أحمد زياد الكحلوت.[567]
- وقال الدفاع المدني الفلسطيني في غزة أن 75 فلسطينيًا استشهدوا في مجزرتين منفصلتين وقعتا بحق عائلة أحمد والبابا ببيت لاهيا شمالي قطاع غزة، وأضاف أنه لا يعلم الكثير مما يجري في شمالي غزة بسبب الحصار الإسرائيلي.[568]
- وقالت سرايا القدس أنها قصفت "خط إمداد قوات إسرائيلية" شرق جباليا بعدد من قذائف الهاون، في عملية مشتركة مع كتائب القسام،، وأعلنت كتائب شهداء الأقصى قصف تمركزاً لجنود الاحتلال وآلياتهم العسكرية في محاور القتال شمال قطاع غزة بوابل من قذائف "الهاون"، وقالت كتائب المجاهدين أنها دكت موقع "فجة" العسكري الإسرائيلي بعدد من صورايخ "حاصب 111".[569]
- استشهد 9 مواطنين وأصيب آخرون في قصف طائرات الاحتلال الإسرائيلي لشقة سكنية تعود لعائلة السردي وتؤوي عددا من النازحين قرب مفترق أبو الأمين في حي الشيخ رضوان شمال مدينة غزة.[570]

## 30 نوفمبر
تطورات اليوم الـ 421 من الحرب
- وأعلنت وزارة الصحة في غزة عن استشهاد 19 فلسطينياً وجرح 72 على الأقل في 4 مجازر وغارات إسرائيلية خلال الساعات الأربع والعشرين الماضية في حرب الإبادة الجماعية، مما يرفع حصيلة الشهداء الفلسطينيين في غزة إلى 44,382.[572]
- وقالت قوات الاحتلال الإسرائيلي إن زورقاً صاروخياً تابعاً للبحرية الإسرائيلية اعترض طائرة مسيرة في البحر الأبيض المتوسط أطلقت من "الشرق" وكانت متجهة نحو إسرائيل.[573]
- واستشهد 5 أشخاص 3 منهم يعملون في منظمة المطبخ المركزي العالمي وجرح آخرون جراء قصف إسرائيلي استهدف سيارة بشارع صلاح الدين في مدينة خان يونس جنوبي قطاع غزة، ووصلوا إلى مستشفى ناصر في خان يونس.[574]
- وستهدفت مسيّرة إسرائيلية سيارة من نوع رابيد في بلدة مجدل زون في القطاع الغربي جنوب لبنان، ما أدى لإصابة 3 أشخاص.[575]
- وقال الجيش الإسرائيلي إنه ممنوع على السكان اللبنانيين الانتقال إلى عدة قرى في الجنوب، وطالبهم بعدم العودة إلى نحو 62 قرية في المنطقة، مع استمراره في خرق اتفاق وقف إطلاق النار.[576]
- وقال برنامج الأغذية العالمي إن "أزمة الجوع تتفاقم في أنحاء قطاع غزة، وأسعار المواد الغذائية الأساسية ارتفعت بنسبة تزيد عن 1000 بالمئة مقارنة بمستويات ما قبل الأعمال العدائية"، فيما ذكر المفوض العام لوكالة الأونروا فيليب لازاريني إن "العملية العسكرية الجارية في شمال قطاع غزة أدت لنزوح 130 ألف شخص على مدى الأسابيع السبعة الماضية".[577]
- واستشهد 7 فلسطينيين وجرح آخرون بينما ما يزال 6 مفقودين تحت أنقاض منزل عائلة “كحيل” بعد استهداف الاحتلال الإسرائيلي له في شارع الشهداء بحي الرمال غربي مدينة غزة.[578]
- واستشهد مواطن فلسطيني إثر إطلاق مسيرة إسرائيلية قنبلة قرب مدرسة حليمة السعدية في جباليا النزلة شمالي قطاع غزة، واستشهد صاحب “تكية الشمال” في سوق مشروع بيت لاهيا شمال قطاع غزة الشاب محمود المدهون، جراء قصف إسرائيلي، فيما استشهدت الطفلة غزل الوليد أبو الحسن متأثرة بإصابتها في قصف وسط القطاع، لتلتحق بوالديها وشقيقها وشقيقتها.[578]
- واقتحمت قوات الاحتلال الإسرائيلي بلدة إذنا شمال غرب الخليل جنوبي الضفة الغربية واقتحمت منطقة واد الهرية في مدينة الخليل وفي مدينة نابلس شمال الضفة، وقال الهلال الأحمر الفلسطيني إن شابا أصيب بالرصاص الحي في قدمه خلال مواجهات في بلدة عراق بورين جنوبي المدينة، واقتحمت بعدة آليات عسكرية قرية الريحية جنوبي الخليل، وأطلقت الرصاص وقنابل غاز سام ما أدى لإصابة عدد منهم بحالات اختناق بينهم طفلة رضيعة، وتصدى أهالي قرية الطبقة جنوبي الخليل لمحاولة مستوطن مسلح اقتحام القرية من المنطقة الغربية، ونفذت قوات الاحتلال حملة مداهمات وتفتيش منازل ومصادرة تسجيل كاميرات مراقبة في بلدة نحالين غرب مدينة بيت لحم بعد عملية إطلاق نار بالمنطقة، وأطلقت قنابل مضيئة في المنطقة ونصبت حواجز لتفتيش السيارات.[579]
- وأعلن الدفاع المدني بغزة استشهاد أحد عناصره ويدعى «محمد زهير الشرباصي» في قصف إسرائيلي بمخيم جباليا شمالي القطاع.[580]
- وزعم الجيش الإسرائيلي إنه نفذ ضربة استخباراتية على معابر حدودية تستخدمها حزب الله لتهريب الأسلحة من سوريا إلى لبنان.[581]
- وارتفع عدد الشهداء إلى 14 شخصًا[يو] وجرح آخرون في مجزرة باستهداف الطيران الإسرائيلي المركبة وتجمع لاستلامها المساعدات في منطقة قيزان النجار جنوبي مدينة خانيونس.[583]
- واعتقلت قوات الاحتلال الإسرائيلي ما بين الأمس واليوم 16 مواطناً فلسطينيا على الأقل من الضفة الغربية بينهم أسرى سابقون، بحسب هيئة شؤون الأسرى والمحررين" و" نادي الأسير الفلسطيني".[584]
- وأعلنت منظمة المطبخ المركزي العالمي تعليق عملها وتوزيع الوجبات في غزة بعد مقتل أحد موظفي ها في غارة إسرائيلية.[585]
- طالبت حركة حماس بتشكيل لجنة دولية وتحقيق دولي للتحقيق في استخدام الجيش الإسرائيلي أسلحة محرمة دوليًا في شمال قطاع غزة تؤدي إلى تبخر الأجساد".[586][587]
- وأدت غارة إسرائيلية على بلدة رب ثلاثين جنوبي لبنان إلى استشهاد شخصان وإصابة آخرين.[588]
- استشهد 3 أشخاص وأصيب آخرون في قصف إسرائيلي لمدرسة «أربكان» في جباليا البلد شمال غزة، وأطلقت قوات الاحتلال النار تجاه طواقم الهلال الأحمر الفلسطيني أثناء إسعافهم للجرحى.[589]
- أعلنت كتائب القسام استهداف دبابة إسرائيلية من نوع "ميركافا" بقذيفة "الياسين 105" في منطقة المفتي شمال مخيم النصيرات وسط قطاع غزة، وفور خروج عدد من الجنود المصابين من داخل الدبابة استهدافها مرة أخرى بقذيفة "RBG"، واستهداف دبابتَي "ميركافا" إسرائيليتيْن بقذيفتَي "الياسين 105" قرب مفترق الخياط في حي الجنينة شرق مدينة رفح جنوب القطاع.[590]
- واستشهد أكثر من 40 فلسطينيًا في مجزرة إسرائيلية بقصف الطيران الحربي مبنى سكنيا يؤوي 100 نازح ويعود لعائلة الأعرج في منطقة تل الزعتر في مخيم جباليا شمالي قطاع غزة، وقال الدفاع المدني في غزة إن عشرات الشهداء لا يزالون عالقين تحت ركام منازلهم التي قصفها جيش الاحتلال الإسرائيلي في جباليا ومشروع بيت لاهيا خلال اليومين الماضيين.[591][592]
- أدى صاروخ مضاد للدبابات إلى مقتل جندي إسرائيلي في جباليا وإصابة جندي آخر بجروح خطيرة في نفس الحادث، أصيب جندي بجروح خطيرة أثناء قتال مع مقاتلين فلسطينيين في جنوب غزة، وأصيب جندي آخر بجروح خطيرة أثناء نشاط عملياتي للجيش الإسرائيلي في شمال إسرائيل على الحدود مع لبنان.[593]

## روابط خارجية
- ق.ض - منصة إعلامية معرفية مختصة في قضايا الشهداء X